# 1992 en els vols espacials
Aquest article és una llista d'esdeveniments de vols espacials relacionats que es van produir el 1992.

## Llançaments
| Data i hora (UTC)       | Coet | Coet                                            | Plataforma de llançament                           | Plataforma de llançament                           | LSP                                                    | LSP                                                    |
| ----------------------- | --- | ----------------------------------------------- | -------------------------------------------------- | -------------------------------------------------- | ------------------------------------------------------ | ------------------------------------------------------ |
| Data i hora (UTC)       | Càrrega útil | Operador                                        | Òrbita                                             | Funció                                             | Deteriorament (UTC)                                    | Resultat                                               |
| Data i hora (UTC)       | Comentaris |                                                 |                                                    |                                                    |                                                        |                                                        |
| Gener                   | |                                                 |                                                    |                                                    |                                                        |                                                        |
| 11 de gener 03:40       | Canadà - Black Brant IX | Canadà - Black Brant IX                         | Estats Units - White Sands LC-36                   | Estats Units - White Sands LC-36                   | Estats Units - NASA                                    | Estats Units - NASA                                    |
| 11 de gener 03:40       | | NASA                                            | Suborbital                                         | Astronomia                                         | 11 de gener                                            | Reeixit                                                |
| 11 de gener 03:40       | Apogeu: 248 km |                                                 |                                                    |                                                    |                                                        |                                                        |
| 17 de gener             | Estats Units - Storm | Estats Units - Storm                            | Estats Units - White Sands SULF                    | Estats Units - White Sands SULF                    | Estats Units - Força Aèria dels Estats Units d'Amèrica | Estats Units - Força Aèria dels Estats Units d'Amèrica |
| 17 de gener             | Estats Units - BTTV-1 | Força Aèria dels Estats Units d'Amèrica         | Suborbital                                         | Vol de proves                                      | 17 de gener                                            | Reeixit                                                |
| 17 de gener             | Apogeu: 200 km |                                                 |                                                    |                                                    |                                                        |                                                        |
| 21 de gener 15:00       | Rússia - Soiuz-U | Rússia - Soiuz-U                                | Rússia - Plesetsk Site 43/3                        | Rússia - Plesetsk Site 43/3                        | Rússia - VKS                                           | Rússia - VKS                                           |
| 21 de gener 15:00       | Rússia - Kosmos 2175 (Yantar-4K2) | VKS                                             | Terrestre Baixa                                    | Reconeixement                                      | 20 de març                                             | Reeixit                                                |
| 21 de gener 15:00       | Primer llançament de satèl·lit rus (post soviètic) |                                                 |                                                    |                                                    |                                                        |                                                        |
| 22 de gener 14:52:33    | Estats Units - Transbordador espacial Endeavour | Estats Units - Transbordador espacial Endeavour | Estats Units - Kennedy LC-39A                      | Estats Units - Kennedy LC-39A                      | Estats Units - United Space Alliance                   | Estats Units - United Space Alliance                   |
| 22 de gener 14:52:33    | Estats Units - STS-42 | NASA                                            | Terrestre Baixa                                    | Microgravetat                                      | 30 de gener 16:07:17                                   | Reeixit                                                |
| 22 de gener 14:52:33    | Europa Estats Units - Spacelab Long Module 2 | ESA/NASA                                        | Terrestre Baixa (Discovery)                        | Spacelab IML-1                                     | 30 de gener 16:07:17                                   | Reeixit                                                |
| 22 de gener 14:52:33    | Vol orbital tripulat amb set astronautes |                                                 |                                                    |                                                    |                                                        |                                                        |
| 23 de gener 19:19       | Canadà - Black Brant IX | Canadà - Black Brant IX                         | Estats Units - White Sands LC-36                   | Estats Units - White Sands LC-36                   | Estats Units - NASA                                    | Estats Units - NASA                                    |
| 23 de gener 19:19       | | NASA                                            | Suborbital                                         | Plasma                                             | 23 de gener                                            | Reeixit                                                |
| 23 de gener 19:19       | Apogeu: 300 km |                                                 |                                                    |                                                    |                                                        |                                                        |
| 24 de gener 01:18:01    | Rússia - Molniya-M/2BL | Rússia - Molniya-M/2BL                          | Rússia - Plesetsk Site 43/3                        | Rússia - Plesetsk Site 43/3                        | Rússia - VKS                                           | Rússia - VKS                                           |
| 24 de gener 01:18:01    | Rússia - Kosmos 2176 (Oko) | VKS                                             | Molnia                                             | Defensa de míssils                                 | En òrbita                                              | Operacional                                            |
| 25 de gener 07:50:17    | Rússia - Soiuz-U2 | Rússia - Soiuz-U2                               | Kazakhstan - Baikonur Site 1/5                     | Kazakhstan - Baikonur Site 1/5                     | Rússia - VKS                                           | Rússia - VKS                                           |
| 25 de gener 07:50:17    | Rússia - Progress M-11 | Roskosmos                                       | Terrestre baixa (Mir)                              | Logística                                          | 13 de març                                             | Reeixit                                                |
| 28 de gener 12:00       | Japó - S-310 | Japó - S-310                                    | Japó - Kagoshima LA-K                              | Japó - Kagoshima LA-K                              | Japó - ISAS                                            | Japó - ISAS                                            |
| 28 de gener 12:00       | | ISAS                                            | Suborbital                                         | Aeronomia                                          | 28 de gener                                            | Reeixit                                                |
| 28 de gener 12:00       | Apogeu: 223 km |                                                 |                                                    |                                                    |                                                        |                                                        |
| 29 de gener 22:19:12    | Rússia - Proton-K/DM-2 | Rússia - Proton-K/DM-2                          | Kazakhstan - Baikonur Site 81/23                   | Kazakhstan - Baikonur Site 81/23                   | Rússia - VKS                                           | Rússia - VKS                                           |
| 29 de gener 22:19:12    | Rússia - Kosmos 2177 (GLONASS) | VKS                                             | Terrestre Mitjana                                  | Navegació                                          | En òrbita                                              | Reeixit                                                |
| 29 de gener 22:19:12    | Rússia - Kosmos 2178 (GLONASS) | VKS                                             | Terrestre Mitjana                                  | Navegació                                          | En òrbita                                              | Reeixit                                                |
| 29 de gener 22:19:12    | Rússia - Kosmos 2179 (GLONASS) | VKS                                             | Terrestre Mitjana                                  | Navegació                                          | En òrbita                                              | Reeixit                                                |
| 31 de gener 11:55       | Canadà - Black Brant IX | Canadà - Black Brant IX                         | Estats Units - White Sands LC-36                   | Estats Units - White Sands LC-36                   | Estats Units - NASA                                    | Estats Units - NASA                                    |
| 31 de gener 11:55       | Estats Units - SXT | NASA/Boulder                                    | Suborbital                                         | Astronomia de raigs X                              | 31 de gener                                            | Reeixit                                                |
| 31 de gener 11:55       | Apogeu: 300 km |                                                 |                                                    |                                                    |                                                        |                                                        |
| Febrer                  | |                                                 |                                                    |                                                    |                                                        |                                                        |
| 1 de febrer 16:00       | Japó - S-520 | Japó - S-520                                    | Japó - Kagoshima LA-K                              | Japó - Kagoshima LA-K                              | Japó - ISAS                                            | Japó - ISAS                                            |
| 1 de febrer 16:00       | Japó - CIR | ISAS                                            | Suborbital                                         | Astronomia d'infraroigs                            | 1 de febrer                                            | Reeixit                                                |
| 1 de febrer 16:00       | Apogeu: 338 km |                                                 |                                                    |                                                    |                                                        |                                                        |
| 5 de febrer             | Ucraïna - Zenit-2 | Ucraïna - Zenit-2                               | Kazakhstan - Baikonur Site 45/1                    | Kazakhstan - Baikonur Site 45/1                    | Rússia - VKS                                           | Rússia - VKS                                           |
| 5 de febrer             | Rússia - Tselina-2 #10 | MO RF                                           | Destinat: Terrestre Baixa                          | ELINT                                              | 5 de febrer                                            | Error de llançament                                    |
| 5 de febrer             | Sobreescalfament de la 2a etapa, causant un malfuncionament |                                                 |                                                    |                                                    |                                                        |                                                        |
| 11 de febrer 00:41:02   | Estats Units - Atlas II | Estats Units - Atlas II                         | Estats Units - Cape Canaveral LC-36A               | Estats Units - Cape Canaveral LC-36A               | Estats Units - General Dynamics                        | Estats Units - General Dynamics                        |
| 11 de febrer 00:41:02   | Estats Units - USA-78 (DSCS IIIB-14) | Força Aèria dels Estats Units d'Amèrica         | Geoestacionària                                    | Comunicacions                                      | En òrbita                                              | Operacional                                            |
| 11 de febrer 01:50      | Japó - H-I | Japó - H-I                                      | Japó - Tanegashima LA-N                            | Japó - Tanegashima LA-N                            | Japó - NASDA                                           | Japó - NASDA                                           |
| 11 de febrer 01:50      | Japó - JERS-1 | NASDA                                           | Heliosíncrona                                      | Observació de la Terra                             | 3 de desembre 2001                                     | Reeixit                                                |
| 11 de febrer 01:50      | Vol final del H-I |                                                 |                                                    |                                                    |                                                        |                                                        |
| 17 de febrer 22:05:08   | Rússia - Kosmos-3M | Rússia - Kosmos-3M                              | Rússia - Plesetsk Site 133/3                       | Rússia - Plesetsk Site 133/3                       | Rússia - VKS                                           | Rússia - VKS                                           |
| 17 de febrer 22:05:08   | Rússia - Kosmos 2180 (Parus) | MO RF                                           | Terrestre Baixa                                    | Navegació                                          | En òrbita                                              | Reeixit                                                |
| 18 de febrer            | Estats Units - Aries | Estats Units - Aries                            | Estats Units - White Sands LC-36                   | Estats Units - White Sands LC-36                   | Estats Units - SDIO                                    | Estats Units - SDIO                                    |
| 18 de febrer            | | SDIO                                            | Suborbital                                         | Tecnologia                                         | 18 de febrer                                           | Reeixit                                                |
| 18 de febrer            | Apogeu: 320 km |                                                 |                                                    |                                                    |                                                        |                                                        |
| 22 de febrer 03:15      | Canadà - Black Brant IX | Canadà - Black Brant IX                         | Estats Units - White Sands LC-36                   | Estats Units - White Sands LC-36                   | Estats Units - NASA                                    | Estats Units - NASA                                    |
| 22 de febrer 03:15      | | NASA                                            | Suborbital                                         | Astronomia                                         | 22 de febrer                                           | Reeixit                                                |
| 22 de febrer 03:15      | Apogeu: 300 km |                                                 |                                                    |                                                    |                                                        |                                                        |
| 22 de febrer            | Estats Units - UGM-133 Trident II | Estats Units - UGM-133 Trident II               | Estats UnitsUSS West Virginia, Eastern Range       | Estats UnitsUSS West Virginia, Eastern Range       | Estats Units - Marina dels Estats Units d'Amèrica      | Estats Units - Marina dels Estats Units d'Amèrica      |
| 22 de febrer            | | Marina dels Estats Units d'Amèrica              | Suborbital                                         | Vol de proves                                      | 22 de febrer                                           | Reeixit                                                |
| 22 de febrer            | Prova d'Avaluació del Comandant; Apogeu: 1000 km |                                                 |                                                    |                                                    |                                                        |                                                        |
| 22 de febrer            | Estats Units - UGM-133 Trident II | Estats Units - UGM-133 Trident II               | Estats Units - USS West Virginia, Eastern Range    | Estats Units - USS West Virginia, Eastern Range    | Estats Units - Marina dels Estats Units d'Amèrica      | Estats Units - Marina dels Estats Units d'Amèrica      |
| 22 de febrer            | | Marina dels Estats Units d'Amèrica              | Suborbital                                         | Vol de proves                                      | 22 de febrer                                           | Reeixit                                                |
| 22 de febrer            | Prova d'Avaluació del Comandant; Apogeu: 1000 km |                                                 |                                                    |                                                    |                                                        |                                                        |
| 22 de febrer            | Estats Units - UGM-133 Trident II | Estats Units - UGM-133 Trident II               | Estats Units - USS West Virginia, Eastern Range    | Estats Units - USS West Virginia, Eastern Range    | Estats Units - Marina dels Estats Units d'Amèrica      | Estats Units - Marina dels Estats Units d'Amèrica      |
| 22 de febrer            | | Marina dels Estats Units d'Amèrica              | Suborbital                                         | Vol de proves                                      | 22 de febrer                                           | Reeixit                                                |
| 22 de febrer            | Prova d'Avaluació del Comandant; Apogeu: 1000 km |                                                 |                                                    |                                                    |                                                        |                                                        |
| 22 de febrer            | Estats Units - UGM-133 Trident II | Estats Units - UGM-133 Trident II               | Estats Units - USS West Virginia, Eastern Range    | Estats Units - USS West Virginia, Eastern Range    | Estats Units - Marina dels Estats Units d'Amèrica      | Estats Units - Marina dels Estats Units d'Amèrica      |
| 22 de febrer            | | Marina dels Estats Units d'Amèrica              | Suborbital                                         | Vol de proves                                      | 22 de febrer                                           | Reeixit                                                |
| 22 de febrer            | Prova d'Avaluació del Comandant; Apogeu: 1000 km |                                                 |                                                    |                                                    |                                                        |                                                        |
| 23 de febrer 22:29      | Estats Units - Delta II 7925 | Estats Units - Delta II 7925                    | Estats Units - Cape Canaveral LC-17B               | Estats Units - Cape Canaveral LC-17B               | Estats Units - McDonnell Douglas                       | Estats Units - McDonnell Douglas                       |
| 23 de febrer 22:29      | Estats Units - USA-79 (GPS IIA-3) | Força Aèria dels Estats Units d'Amèrica         | Terrestre Mitjana                                  | Navegació                                          | En òrbita                                              | Operacional                                            |
| 26 de febrer 23:58:10   | Europa - Ariane 4 44L | Europa - Ariane 4 44L                           | França - Kourou ELA-2                              | França - Kourou ELA-2                              | França - Arianespace                                   | França - Arianespace                                   |
| 26 de febrer 23:58:10   | Japó - Superbird-B1 | SCC                                             | Geoestacionària                                    | Comunicacions                                      | En òrbita                                              | Operacional                                            |
| 26 de febrer 23:58:10   | Aràbia Saudita - Arabsat-1C | ARABSAT                                         | Actual: Cementiri Operacional: Geoestacionària     | Comunicacions                                      | En òrbita                                              | Reeixit                                                |
| 26 de febrer 23:58:10   | L'Arabsat va ser venut al IRSO el novembre de 1997 i va operar fins a l'octubre de 2004 com a INSAT-2DT |                                                 |                                                    |                                                    |                                                        |                                                        |
| Març                    | |                                                 |                                                    |                                                    |                                                        |                                                        |
| 3 de març 13:57:30      | Estats Units - Nike Tomahawk | Estats Units - Nike Tomahawk                    | Estats Units - Poker Flat                          | Estats Units - Poker Flat                          | Estats Units - NASA                                    | Estats Units - NASA                                    |
| 3 de març 13:57:30      | Estats Units - Aria-1 | NASA                                            | Suborbital                                         | Plasma                                             | 3 de març                                              | Reeixit                                                |
| 3 de març 13:57:30      | Apogeu: 295 km |                                                 |                                                    |                                                    |                                                        |                                                        |
| 3 de març 14:06:48      | Canadà - Black Brant VIIIC | Canadà - Black Brant VIIIC                      | Estats Units - Poker Flat                          | Estats Units - Poker Flat                          | Estats Units - NASA                                    | Estats Units - NASA                                    |
| 3 de març 14:06:48      | Estats Units - Aria-1 | NASA                                            | Suborbital                                         | Plasma                                             | 3 de març                                              | Reeixit                                                |
| 3 de març 14:06:48      | Apogeu: 289 km |                                                 |                                                    |                                                    |                                                        |                                                        |
| 3 de març 14:57         | Estats Units - Nike Tomahawk | Estats Units - Nike Tomahawk                    | Estats Units - Poker Flat                          | Estats Units - Poker Flat                          | Estats Units - NASA                                    | Estats Units - NASA                                    |
| 3 de març 14:57         | Estats Units - Aria-1 | NASA                                            | Suborbital                                         | Plasma                                             | 3 de març                                              | Reeixit                                                |
| 3 de març 14:57         | Apogeu: 270 km |                                                 |                                                    |                                                    |                                                        |                                                        |
| 4 de març 04:27         | Rússia - Molniya-M/ML | Rússia - Molniya-M/ML                           | Rússia - Plesetsk Site 43/4                        | Rússia - Plesetsk Site 43/4                        | Rússia - VKS                                           | Rússia - VKS                                           |
| 4 de març 04:27         | Rússia - Molniya-1 #83 | MOM                                             | Molnia                                             | Comunicacions                                      | 1 de juliol 2007                                       | Reeixit                                                |
| 4 de març               | Estats Units - LGM-118 Peacekeeper | Estats Units - LGM-118 Peacekeeper              | Estats Units - Vandenberg LF-05                    | Estats Units - Vandenberg LF-05                    | Estats Units - Força Aèria dels Estats Units d'Amèrica | Estats Units - Força Aèria dels Estats Units d'Amèrica |
| 4 de març               | | Força Aèria dels Estats Units d'Amèrica         | Suborbital                                         | Vol de proves                                      | 4 de març                                              | Reeixit                                                |
| 4 de març               | Apogeu: 1000 km |                                                 |                                                    |                                                    |                                                        |                                                        |
| 6 de març 13:57:30      | Estats Units - Nike Tomahawk | Estats Units - Nike Tomahawk                    | Estats Units - Poker Flat                          | Estats Units - Poker Flat                          | Estats Units - NASA                                    | Estats Units - NASA                                    |
| 6 de març 13:57:30      | | NASA                                            | Suborbital                                         | Plasma                                             | 6 de març                                              | Reeixit                                                |
| 6 de març 13:57:30      | Apogeu: 270 km |                                                 |                                                    |                                                    |                                                        |                                                        |
| 9 de març 22:35:59      | Rússia - Kosmos-3M | Rússia - Kosmos-3M                              | Rússia - Plesetsk Site 132/1                       | Rússia - Plesetsk Site 132/1                       | Rússia - VKS                                           | Rússia - VKS                                           |
| 9 de març 22:35:59      | Rússia - Kosmos 2181 (Tsikada) | MO RF                                           | Terrestre Baixa                                    | Navegació                                          | En òrbita                                              | Reeixit                                                |
| 12 de març 22:42        | Estats Units - Nike Orion | Estats Units - Nike Orion                       | Estats Units - White Sands                         | Estats Units - White Sands                         | Estats Units - NASA                                    | Estats Units - NASA                                    |
| 12 de març 22:42        | Estats Units - CWAS-21 | NASA                                            | Suborbital                                         | Aeronomia                                          | 12 de març                                             | Reeixit                                                |
| 12 de març 22:42        | Apogeu: 140 km |                                                 |                                                    |                                                    |                                                        |                                                        |
| 13 de març 18:15        | Estats Units - LGM-30B Minuteman I | Estats Units - LGM-30B Minuteman I              | Estats Units - Vandenberg LF-03                    | Estats Units - Vandenberg LF-03                    | Estats Units - Força Aèria dels Estats Units d'Amèrica | Estats Units - Força Aèria dels Estats Units d'Amèrica |
| 13 de març 18:15        | | Força Aèria dels Estats Units d'Amèrica         | Suborbital                                         | Objectiu                                           | 13 de març                                             | Reeixit                                                |
| 13 de març 18:15        | Apogeu: 1300 km |                                                 |                                                    |                                                    |                                                        |                                                        |
| 13 de març 18:36:27     | Estats Units - Aries | Estats Units - Aries                            | Illes Marshall - Meck                              | Illes Marshall - Meck                              | Estats Units - Força Aèria dels Estats Units d'Amèrica | Estats Units - Força Aèria dels Estats Units d'Amèrica |
| 13 de març 18:36:27     | Estats Units - ERIS | Força Aèria dels Estats Units d'Amèrica         | Suborbital                                         | Interceptador                                      | 13 de març                                             | Error parcial                                          |
| 13 de març 18:36:27     | Vol final de l'ERIS; es va perdre l'objectiu a causa d'un error de programació en les condicions de proves, es va obtenir suficients dades per procedir amb el programa operacional. Apogeu: 290 km                                       |                                                 |                                                    |                                                    |                                                        |                                                        |
| 14 de març 00:00        | Estats Units - Atlas I | Estats Units - Atlas I                          | Estats Units - Cape Canaveral LC-36B               | Estats Units - Cape Canaveral LC-36B               | Estats Units - General Dynamics                        | Estats Units - General Dynamics                        |
| 14 de març 00:00        | Estats Units - Galaxy 5 | Hughes                                          | Geosíncrona                                        | Comunicacions                                      | En òrbita                                              | Operacional                                            |
| 15 de març 22:46        | Estats Units - Nike Orion | Estats Units - Nike Orion                       | Estats Units - White Sands                         | Estats Units - White Sands                         | Estats Units - NASA                                    | Estats Units - NASA                                    |
| 15 de març 22:46        | Estats Units - CWAS-22 | NASA                                            | Suborbital                                         | Aeronomia                                          | 15 de març                                             | Reeixit                                                |
| 15 de març 22:46        | Apogeu: 140 km |                                                 |                                                    |                                                    |                                                        |                                                        |
| 17 de març 10:54:30     | Rússia - Soiuz-U2 | Rússia - Soiuz-U2                               | Kazakhstan - Baikonur Site 1/5                     | Kazakhstan - Baikonur Site 1/5                     | Rússia - VKS                                           | Rússia - VKS                                           |
| 17 de març 10:54:30     | Rússia - Soiuz TM-14 | Roskosmos                                       | Terrestre Baixa (Mir)                              | Mir EO-11                                          | 10 d'agost                                             | Reeixit                                                |
| 17 de març 10:54:30     | Vol orbital tripulat amb tres cosmonautes; Primer llançament tripulat rus (post-soviètic) |                                                 |                                                    |                                                    |                                                        |                                                        |
| 18 de març              | Estats Units - Scout-II | Estats Units - Scout-II                         | Itàlia - Salto di Quirra                           | Itàlia - Salto di Quirra                           | Itàlia - ASI                                           | Itàlia - ASI                                           |
| 18 de març              | | ASI                                             | Suborbital                                         | Vol de proves                                      | 18 de març                                             | Error de llançament                                    |
| 19 de març 16:05        | Canadà - Black Brant IX | Canadà - Black Brant IX                         | Estats Units - White Sands LC-36                   | Estats Units - White Sands LC-36                   | Canadà - CSA                                           | Canadà - CSA                                           |
| 19 de març 16:05        | Canadà - CSAR-1 | CSA                                             | Suborbital                                         | Microgravetat                                      | 19 de març                                             | Reeixit                                                |
| 19 de març 16:05        | Apogeu: 226 km |                                                 |                                                    |                                                    |                                                        |                                                        |
| 19 de març 16:10        | Canadà - Black Brant IX | Canadà - Black Brant IX                         | Estats Units - White Sands LC-36                   | Estats Units - White Sands LC-36                   | Estats Units - NASA                                    | Estats Units - NASA                                    |
| 19 de març 16:10        | Estats Units - HIRAAS-2 | NASA                                            | Suborbital                                         | Airglow                                            | 19 de març                                             | Reeixit                                                |
| 19 de març 16:10        | Apogeu: 300 km |                                                 |                                                    |                                                    |                                                        |                                                        |
| 24 de març 13:13:39     | Estats Units - Transbordador espacial Atlantis | Estats Units - Transbordador espacial Atlantis  | Estats Units - Kennedy LC-39A                      | Estats Units - Kennedy LC-39A                      | Estats Units - United Space Alliance                   | Estats Units - United Space Alliance                   |
| 24 de març 13:13:39     | Estats Units - STS-45 | NASA                                            | Terrestre Baixa                                    | Microgravetat                                      | 2 d'abril                                              | Reeixit                                                |
| 24 de març 13:13:39     | Estats Units - Spacelab Double Pallet | NASA                                            | Terrestre Baixa (Atlantis)                         | Spacelab ATLAS-1                                   | 2 d'abril                                              | Reeixit                                                |
| 24 de març 13:13:39     | Vol orbital tripulat amb set astronautes incloent el primer belga a l'espai |                                                 |                                                    |                                                    |                                                        |                                                        |
| 29 de març 07:27        | Canadà - Black Brant XI | Canadà - Black Brant XI                         | Estats Units - Poker Flat                          | Estats Units - Poker Flat                          | Estats Units - NASA                                    | Estats Units - NASA                                    |
| 29 de març 07:27        | Estats Units - CHARGE-2B | NASA                                            | Suborbital                                         | Ionosphere                                         | 29 de març                                             | Reeixit                                                |
| 29 de març 07:27        | Apogeu: 267 km |                                                 |                                                    |                                                    |                                                        |                                                        |
| 29 de març 08:07:45     | Estats Units - HPB | Estats Units - HPB                              | Estats Units - Poker Flat                          | Estats Units - Poker Flat                          | Estats Units - Orbital Sciences                        | Estats Units - Orbital Sciences                        |
| 29 de març 08:07:45     | | Orbital Sciences                                | Suborbital                                         | Infrared astronomy                                 | 29 de març                                             | Reeixit                                                |
| 29 de març 08:07:45     | Apogeu: 400 km |                                                 |                                                    |                                                    |                                                        |                                                        |
| Abril                   | |                                                 |                                                    |                                                    |                                                        |                                                        |
| 1 d'abril 14:18         | Rússia - Soiuz-U | Rússia - Soiuz-U                                | Rússia - Plesetsk Site 16/2                        | Rússia - Plesetsk Site 16/2                        | Rússia - VKS                                           | Rússia - VKS                                           |
| 1 d'abril 14:18         | Rússia - Kosmos 2182 (Yantar-4K2) | MO RF                                           | Terrestre Baixa                                    | Reconeixement                                      | 30 de maig                                             | Reeixit                                                |
| 2 d'abril 01:50         | Rússia - Proton-K/DM-2 | Rússia - Proton-K/DM-2                          | Kazakhstan - Baikonur Site 81/23                   | Kazakhstan - Baikonur Site 81/23                   | Rússia - VKS                                           | Rússia - VKS                                           |
| 2 d'abril 01:50         | Rússia - Gorizont 25 | YeSSS                                           | Geoestacionària                                    | Comunicacions                                      | En òrbita                                              | Reeixit                                                |
| 8 d'abril 12:20         | Rússia - Soiuz-U | Rússia - Soiuz-U                                | Kazakhstan - Baikonur Site 31/6                    | Kazakhstan - Baikonur Site 31/6                    | Rússia - VKS                                           | Rússia - VKS                                           |
| 8 d'abril 12:20         | Rússia - Kosmos 2183 (Yantar-4K2) | MO RF                                           | Terrestre Baixa                                    | Reconeixement                                      | 16 de febrer 1993                                      | Reeixit                                                |
| 8 d'abril               | Estats Units - UGM-96 Trident I | Estats Units - UGM-96 Trident I                 | Estats UnitsUSS Henry L. Stimson, Eastern Range    | Estats UnitsUSS Henry L. Stimson, Eastern Range    | Estats Units - Marina dels Estats Units d'Amèrica      | Estats Units - Marina dels Estats Units d'Amèrica      |
| 8 d'abril               | | Marina dels Estats Units d'Amèrica              | Suborbital                                         | Vol de proves                                      | 8 d'abril                                              | Reeixit                                                |
| 8 d'abril               | Seguiment de la Prova d'Avaluació del Comandant 40; Apogeu: 1000 km |                                                 |                                                    |                                                    |                                                        |                                                        |
| 8 d'abril               | Estats Units - UGM-96 Trident I | Estats Units - UGM-96 Trident I                 | Estats Units - USS Henry L. Stimson, Eastern Range | Estats Units - USS Henry L. Stimson, Eastern Range | Estats Units - Marina dels Estats Units d'Amèrica      | Estats Units - Marina dels Estats Units d'Amèrica      |
| 8 d'abril               | | Marina dels Estats Units d'Amèrica              | Suborbital                                         | Vol de proves                                      | 8 d'abril                                              | Reeixit                                                |
| 8 d'abril               | Seguiment de la Prova d'Avaluació del Comandant 40; Apogeu: 1000 km |                                                 |                                                    |                                                    |                                                        |                                                        |
| 9 d'abril 10:40         | Canadà - Black Brant IXBM1 | Canadà - Black Brant IXBM1                      | Suècia - Esrange                                   | Suècia - Esrange                                   | Suècia - SSC                                           | Suècia - SSC                                           |
| 9 d'abril 10:40         | Suècia - MASER-5 | SSC                                             | Suborbital                                         | Microgravetat                                      | 9 d'abril                                              | Reeixit                                                |
| 9 d'abril 10:40         | Apogeu: 317 km |                                                 |                                                    |                                                    |                                                        |                                                        |
| 10 d'abril 03:20        | Estats Units - Delta II 7925 | Estats Units - Delta II 7925                    | Estats Units - Cape Canaveral LC-17B               | Estats Units - Cape Canaveral LC-17B               | Estats Units - McDonnell Douglas                       | Estats Units - McDonnell Douglas                       |
| 10 d'abril 03:20        | Estats Units - USA-80 (GPS IIA-4) | Força Aèria dels Estats Units d'Amèrica         | Terrestre Mitjana                                  | Navegació                                          | En òrbita                                              | Reeixit                                                |
| 15 d'abril 07:17:43     | Rússia - Kosmos-3M | Rússia - Kosmos-3M                              | Rússia - Plesetsk Site 132/1                       | Rússia - Plesetsk Site 132/1                       | Rússia - VKS                                           | Rússia - VKS                                           |
| 15 d'abril 07:17:43     | Rússia - Kosmos 2184 (Parus) | MO RF                                           | Terrestre Baixa                                    | Navegació                                          | En òrbita                                              | Reeixit                                                |
| 15 d'abril 09:09        | Estats Units - HPB | Estats Units - HPB                              | Estats Units - Wallops Island                      | Estats Units - Wallops Island                      | Estats Units - Orbital Sciences                        | Estats Units - Orbital Sciences                        |
| 15 d'abril 09:09        | | Orbital Sciences                                | Suborbital                                         | Objectiu                                           | 15 d'abril                                             | Reeixit                                                |
| 15 d'abril 09:09        | Apogeu: 450 km |                                                 |                                                    |                                                    |                                                        |                                                        |
| 15 d'abril 23:25:27     | Europa - Ariane 4 44L | Europa - Ariane 4 44L                           | França - Kourou ELA-2                              | França - Kourou ELA-2                              | França - Arianespace                                   | França - Arianespace                                   |
| 15 d'abril 23:25:27     | Regne Unit - Inmarsat-2F4 | Inmarsat                                        | Geoestacionària                                    | Comunicacions                                      | En òrbita                                              | Operacional                                            |
| 15 d'abril 23:25:27     | França - Télécom 2B | France Télécom                                  | Geoestacionària                                    | Comunicacions                                      | En òrbita                                              | Operacional                                            |
| 19 d'abril 21:29:25     | Rússia - Soiuz-U2 | Rússia - Soiuz-U2                               | Kazakhstan - Baikonur Site 1/5                     | Kazakhstan - Baikonur Site 1/5                     | Rússia - VKS                                           | Rússia - VKS                                           |
| 19 d'abril 21:29:25     | Rússia - Progress M-12 | Roskosmos                                       | Terrestre Baixa (Mir)                              | Logística                                          | 27 de juny                                             | Reeixit                                                |
| 25 d'abril 08:53        | Estats Units - Titan 23G | Estats Units - Titan 23G                        | Estats Units - Vandenberg SLC-4W                   | Estats Units - Vandenberg SLC-4W                   | Estats Units - Força Aèria dels Estats Units d'Amèrica | Estats Units - Força Aèria dels Estats Units d'Amèrica |
| 25 d'abril 08:53        | Estats Units - USA-81 (Bernie/Singleton) | NRO                                             | Terrestre Baixa (Polar)                            | ELINT                                              | En òrbita                                              | Operacional                                            |
| 29 d'abril 09:00        | Rússia - Soiuz-U | Rússia - Soiuz-U                                | Rússia - Plesetsk Site 43/4                        | Rússia - Plesetsk Site 43/4                        | Rússia - VKS                                           | Rússia - VKS                                           |
| 29 d'abril 09:00        | Rússia - Resurs-F #14 | MO RF                                           | Terrestre Baixa                                    | Teledetecció                                       | 29 de maig                                             | Reeixit                                                |
| 29 d'abril 10:10        | Rússia - Soiuz-U | Rússia - Soiuz-U                                | Kazakhstan - Baikonur Site 1/5                     | Kazakhstan - Baikonur Site 1/5                     | Rússia - VKS                                           | Rússia - VKS                                           |
| 29 d'abril 10:10        | Rússia - Kosmos 2185 (Yantar-1KFT) | MO RF                                           | Terrestre Baixa                                    | Reconeixement                                      | 11 de juny                                             | Reeixit                                                |
| 29 d'abril              | Xina - DF-21 | Xina - DF-21                                    | Xina - Taiyuan                                     | Xina - Taiyuan                                     | Xina - CALT                                            | Xina - CALT                                            |
| 29 d'abril              | | CALT                                            | Suborbital                                         | Vol de proves                                      | 29 d'abril                                             | Error de llançament                                    |
| Maig                    | |                                                 |                                                    |                                                    |                                                        |                                                        |
| 5 de maig               | Estats Units - LGM-30G Minuteman III | Estats Units - LGM-30G Minuteman III            | Estats Units - Vandenberg LF-10                    | Estats Units - Vandenberg LF-10                    | Estats Units - Força Aèria dels Estats Units d'Amèrica | Estats Units - Força Aèria dels Estats Units d'Amèrica |
| 5 de maig               | Estats Units - GT-147GM-1 | Força Aèria dels Estats Units d'Amèrica         | Suborbital                                         | Vol de proves                                      | 5 de maig                                              | Reeixit                                                |
| 5 de maig               | Apogeu: 1300 km |                                                 |                                                    |                                                    |                                                        |                                                        |
| 5 de maig               | Índia - Prithvi | Índia - Prithvi                                 | Índia - Balasore                                   | Índia - Balasore                                   | Índia - DRDO                                           | Índia - DRDO                                           |
| 5 de maig               | | DRDO                                            | Suborbital                                         | Vol de proves                                      | 5 de maig                                              | Reeixit                                                |
| 5 de maig               | Apogeu: 100 km |                                                 |                                                    |                                                    |                                                        |                                                        |
| 7 de maig 23:40         | Estats Units - Transbordador espacial Endeavour | Estats Units - Transbordador espacial Endeavour | Estats Units - Kennedy LC-39B                      | Estats Units - Kennedy LC-39B                      | Estats Units - United Space Alliance                   | Estats Units - United Space Alliance                   |
| 7 de maig 23:40         | Estats Units - STS-49 | NASA                                            | Terrestre Baixa                                    | Reimpulsament de satèl·lit                         | 16 de maig                                             | Reeixit                                                |
| 7 de maig 23:40         | Vol orbital tripulat amb set astronautes; Vol inaugural del Transbordador Espacial Endeavour; va reimpulsar el Intelsat 603 |                                                 |                                                    |                                                    |                                                        |                                                        |
| 12 de maig 14:26        | Canadà - Black Brant IX | Canadà - Black Brant IX                         | Estats Units - White Sands LC-36                   | Estats Units - White Sands LC-36                   | Estats Units - NASA                                    | Estats Units - NASA                                    |
| 12 de maig 14:26        | Estats Units - SPARTAN (SPDE) | NASA                                            | Suborbital                                         | Solar                                              | 12 de maig                                             | Reeixit                                                |
| 12 de maig 14:26        | Apogeu: 300 km |                                                 |                                                    |                                                    |                                                        |                                                        |
| 14 de maig 00:40        | Estats Units - Delta II 7925-8 | Estats Units - Delta II 7925-8                  | Estats Units - Cape Canaveral LC-17B               | Estats Units - Cape Canaveral LC-17B               | Estats Units - McDonnell Douglas                       | Estats Units - McDonnell Douglas                       |
| 14 de maig 00:40        | Indonèsia - Palapa-B4 | Telkom                                          | Geoestacionària                                    | Comunicacions                                      | En òrbita                                              | Reeixit                                                |
| 20 de maig 00:30        | Índia - ASLV | Índia - ASLV                                    | Índia - Sriharikota FLP                            | Índia - Sriharikota FLP                            | Índia - ISRO                                           | Índia - ISRO                                           |
| 20 de maig 00:30        | Índia - SROSS-C | ISRO                                            | Terrestre Baixa                                    | Magnetosfera                                       | 14 de juliol                                           | Error parcial                                          |
| 20 de maig 00:30        | Situat en òrbita incorrecta a causa d'un error en la cinquena etapa |                                                 |                                                    |                                                    |                                                        |                                                        |
| 23 de maig 00:00        | Estats Units - Nike Orion | Estats Units - Nike Orion                       | Estats Units - White Sands                         | Estats Units - White Sands                         | Estats Units                                           | Estats Units                                           |
| 23 de maig 00:00        | Estats Units - CWAS-23 | NASA                                            | Suborbital                                         | Aeronomia                                          | 23 de maig                                             | Reeixit                                                |
| 23 de maig 00:00        | Apogeu: 140 km |                                                 |                                                    |                                                    |                                                        |                                                        |
| 24 de maig              | Estats Units - Terrier Malemute | Estats Units - Terrier Malemute                 | Estats Units - Barking Sands                       | Estats Units - Barking Sands                       | Estats Units - SDIO                                    | Estats Units - SDIO                                    |
| 24 de maig              | Estats Units - CDX (LWIS) | SDIO                                            | Suborbital                                         | Objectiu                                           | 24 de maig                                             | Reeixit                                                |
| 24 de maig              | Apogeu: 290 km |                                                 |                                                    |                                                    |                                                        |                                                        |
| 25 de maig 23:52        | Estats Units - Nike Tomahawk | Estats Units - Nike Tomahawk                    | Estats Units - Arecibo                             | Estats Units - Arecibo                             | Estats Units - NASA                                    | Estats Units - NASA                                    |
| 25 de maig 23:52        | Estats Units - AA-3A | NASA                                            | Suborbital                                         | Plasma                                             | 25 de maig                                             | Reeixit                                                |
| 25 de maig 23:52        | Apogeu: 270 km |                                                 |                                                    |                                                    |                                                        |                                                        |
| 27 de maig 12:27        | Estats Units - Nike Orion | Estats Units - Nike Orion                       | Estats Units - White Sands                         | Estats Units - White Sands                         | Estats Units - NASA                                    | Estats Units - NASA                                    |
| 27 de maig 12:27        | Estats Units - CWAS-24 | NASA                                            | Suborbital                                         | Aeronomia                                          | 27 de maig                                             | Reeixit                                                |
| 27 de maig 12:27        | Apogeu: 140 km |                                                 |                                                    |                                                    |                                                        |                                                        |
| 28 de maig 19:09:59     | Rússia - Soiuz-U | Rússia - Soiuz-U                                | Rússia - Plesetsk Site 16/2                        | Rússia - Plesetsk Site 16/2                        | Rússia - VKS                                           | Rússia - VKS                                           |
| 28 de maig 19:09:59     | Rússia - Kosmos 2186 (Yantar-4K2) | MO RF                                           | Terrestre Baixa                                    | Reconeixement                                      | 24 de juliol                                           | Reeixit                                                |
| 28 de maig              | Índia - Agni-I | Índia - Agni-I                                  | Índia - Balasore                                   | Índia - Balasore                                   | Índia - DRDO                                           | Índia - DRDO                                           |
| 28 de maig              | | DRDO                                            | Suborbital                                         | Vol de proves                                      | 28 de maig                                             | Error                                                  |
| 30 de maig 08:11        | Canadà - Black Brant IX | Canadà - Black Brant IX                         | Estats Units - Arecibo                             | Estats Units - Arecibo                             | Estats Units - NASA                                    | Estats Units - NASA                                    |
| 30 de maig 08:11        | Estats Units - AA-4IFH | NASA/NRL                                        | Suborbital                                         | Plasma                                             | 30 de maig                                             | Reeixit                                                |
| 30 de maig 08:11        | Apogeu: 308 km |                                                 |                                                    |                                                    |                                                        |                                                        |
| May                     | Xina - DF-21 | Xina - DF-21                                    | Xina - Taiyuan                                     | Xina - Taiyuan                                     | Xina - CALT                                            | Xina - CALT                                            |
| May                     | | CALT                                            | Suborbital                                         | Vol de proves                                      | L+1 hora                                               | Error                                                  |
| Juny                    | |                                                 |                                                    |                                                    |                                                        |                                                        |
| 1 de juny 02:52         | Brasil - Sonda 3 | Brasil - Sonda 3                                | Brasil - Alcântara                                 | Brasil - Alcântara                                 | Brasil - INPE                                          | Brasil - INPE                                          |
| 1 de juny 02:52         | | INPE                                            | Suborbital                                         | Aeronomia                                          | 1 de juny                                              | Reeixit                                                |
| 1 de juny 02:52         | Apogeu: 282 km |                                                 |                                                    |                                                    |                                                        |                                                        |
| 2 de juny               | Estats Units - LGM-30G Minuteman III | Estats Units - LGM-30G Minuteman III            | Estats Units - Vandenberg LF-26                    | Estats Units - Vandenberg LF-26                    | Estats Units - Força Aèria dels Estats Units d'Amèrica | Estats Units - Força Aèria dels Estats Units d'Amèrica |
| 2 de juny               | Estats Units - GT-148GB | Força Aèria dels Estats Units d'Amèrica         | Suborbital                                         | Vol de proves                                      | 2 de juny                                              | Reeixit                                                |
| 2 de juny               | Apogeu: 1300 km |                                                 |                                                    |                                                    |                                                        |                                                        |
| 3 de juny 00:50:30      | Rússia - Kosmos-3M | Rússia - Kosmos-3M                              | Rússia - Plesetsk Site 133/3                       | Rússia - Plesetsk Site 133/3                       | Rússia - VKS                                           | Rússia - VKS                                           |
| 3 de juny 00:50:30      | Rússia - Kosmos 2187 (Strela-1M) | MO RF                                           | Terrestre Baixa                                    | Comunicacions                                      | En òrbita                                              | Reeixit                                                |
| 3 de juny 00:50:30      | Rússia - Kosmos 2188 (Strela-1M) | MO RF                                           | Terrestre Baixa                                    | Comunicacions                                      | En òrbita                                              | Reeixit                                                |
| 3 de juny 00:50:30      | Rússia - Kosmos 2189 (Strela-1M) | MO RF                                           | Terrestre Baixa                                    | Comunicacions                                      | En òrbita                                              | Reeixit                                                |
| 3 de juny 00:50:30      | Rússia - Kosmos 2190 (Strela-1M) | MO RF                                           | Terrestre Baixa                                    | Comunicacions                                      | En òrbita                                              | Reeixit                                                |
| 3 de juny 00:50:30      | Rússia - Kosmos 2191 (Strela 1M) | MO RF                                           | Terrestre Baixa                                    | Comunicacions                                      | En òrbita                                              | Reeixit                                                |
| 3 de juny 00:50:30      | Rússia - Kosmos 2192 (Strela-1M) | MO RF                                           | Terrestre Baixa                                    | Comunicacions                                      | En òrbita                                              | Reeixit                                                |
| 3 de juny 00:50:30      | Rússia - Kosmos 2193 (Strela-1M) | MO RF                                           | Terrestre Baixa                                    | Comunicacions                                      | En òrbita                                              | Reeixit                                                |
| 3 de juny 00:50:30      | Rússia - Kosmos 2194 (Strela-1M) | MO RF                                           | Terrestre Baixa                                    | Comunicacions                                      | En òrbita                                              | Reeixit                                                |
| 6 de juny 08:37:31      | Canadà - Black Brant IX | Canadà - Black Brant IX                         | Estats Units - Arecibo                             | Estats Units - Arecibo                             | Estats Units - NASA                                    | Estats Units - NASA                                    |
| 6 de juny 08:37:31      | Estats Units - AA-3B | NASA                                            | Suborbital                                         | Plasma                                             | 6 de juny                                              | Reeixit                                                |
| 6 de juny 08:37:31      | Apogeu: 370 km |                                                 |                                                    |                                                    |                                                        |                                                        |
| 7 de juny 16:40         | Estats Units - Delta II 6920-10 | Estats Units - Delta II 6920-10                 | Estats Units - Cape Canaveral LC-17A               | Estats Units - Cape Canaveral LC-17A               | Estats Units - McDonnell Douglas                       | Estats Units - McDonnell Douglas                       |
| 7 de juny 16:40         | Estats Units - EUVE | NASA                                            | Terrestre Baixa                                    | Astronomia ultraviolada                            | 31 de gener 2002                                       | Reeixit                                                |
| 7 de juny 16:40         | Vol final del Delta II 6920 |                                                 |                                                    |                                                    |                                                        |                                                        |
| 9 de juny 05:32         | Canadà - Black Brant IX | Canadà - Black Brant IX                         | Estats Units - Arecibo                             | Estats Units - Arecibo                             | Estats Units - NASA                                    | Estats Units - NASA                                    |
| 9 de juny 05:32         | | NASA                                            | Suborbital                                         | Plasma                                             | 9 de juny                                              | Reeixit                                                |
| 9 de juny 05:32         | Apogeu: 300 km |                                                 |                                                    |                                                    |                                                        |                                                        |
| 10 de juny 00:00        | Estats Units - Atlas IIA | Estats Units - Atlas IIA                        | Estats Units - Cape Canaveral LC-36B               | Estats Units - Cape Canaveral LC-36B               | Estats Units - General Dynamics                        | Estats Units - General Dynamics                        |
| 10 de juny 00:00        | Nacions Unides - Intelsat K | Intelsat                                        | Geoestacionària                                    | Comunicacions                                      | En òrbita                                              | Reeixit                                                |
| 10 de juny 00:00        | Vol inaugural of Atlas IIA |                                                 |                                                    |                                                    |                                                        |                                                        |
| 16 de juny              | Estats Units - Storm | Estats Units - Storm                            | Estats Units - White Sands SULF                    | Estats Units - White Sands SULF                    | Estats Units - Força Aèria dels Estats Units d'Amèrica | Estats Units - Força Aèria dels Estats Units d'Amèrica |
| 16 de juny              | Estats Units - BTTV-2 | Força Aèria dels Estats Units d'Amèrica         | Suborbital                                         | Vol de proves                                      | 16 de juny                                             | Error                                                  |
| 16 de juny              | Apogeu: 200 km |                                                 |                                                    |                                                    |                                                        |                                                        |
| 18 de juny              | Estats Units - UGM-133 Trident II | Estats Units - UGM-133 Trident II               | Estats Units - USS West Virginia, Eastern Range    | Estats Units - USS West Virginia, Eastern Range    | Estats Units - Marina dels Estats Units d'Amèrica      | Estats Units - Marina dels Estats Units d'Amèrica      |
| 18 de juny              | | Marina dels Estats Units d'Amèrica              | Suborbital                                         | Vol de proves                                      | 18 de juny                                             | Reeixit                                                |
| 18 de juny              | Prova d'Avaluació del Comandant; Apogeu: 1000 km |                                                 |                                                    |                                                    |                                                        |                                                        |
| 18 de juny              | Estats Units - UGM-133 Trident II | Estats Units - UGM-133 Trident II               | Estats Units - USS West Virginia, Eastern Range    | Estats Units - USS West Virginia, Eastern Range    | Estats Units - Marina dels Estats Units d'Amèrica      | Estats Units - Marina dels Estats Units d'Amèrica      |
| 18 de juny              | | Marina dels Estats Units d'Amèrica              | Suborbital                                         | Vol de proves                                      | 18 de juny                                             | Reeixit                                                |
| 18 de juny              | Prova d'Avaluació del Comandant; Apogeu: 1000 km |                                                 |                                                    |                                                    |                                                        |                                                        |
| 18 de juny              | Estats Units - UGM-133 Trident II | Estats Units - UGM-133 Trident II               | Estats Units - USS West Virginia, Eastern Range    | Estats Units - USS West Virginia, Eastern Range    | Estats Units - Marina dels Estats Units d'Amèrica      | Estats Units - Marina dels Estats Units d'Amèrica      |
| 18 de juny              | | Marina dels Estats Units d'Amèrica              | Suborbital                                         | Vol de proves                                      | 18 de juny                                             | Reeixit                                                |
| 18 de juny              | Prova d'Avaluació del Comandant; Apogeu: 1000 km |                                                 |                                                    |                                                    |                                                        |                                                        |
| 18 de juny              | Estats Units - UGM-133 Trident II | Estats Units - UGM-133 Trident II               | Estats Units - USS West Virginia, Eastern Range    | Estats Units - USS West Virginia, Eastern Range    | Estats Units - Marina dels Estats Units d'Amèrica      | Estats Units - Marina dels Estats Units d'Amèrica      |
| 18 de juny              | | Marina dels Estats Units d'Amèrica              | Suborbital                                         | Vol de proves                                      | 18 de juny                                             | Reeixit                                                |
| 18 de juny              | Prova d'Avaluació del Comandant; Apogeu: 1000 km |                                                 |                                                    |                                                    |                                                        |                                                        |
| 19 de juny 11:01        | Estats Units - Aries | Estats Units - Aries                            | Estats Units - White Sands LC-36                   | Estats Units - White Sands LC-36                   | Estats Units - SDIO                                    | Estats Units - SDIO                                    |
| 19 de juny 11:01        | | SDIO                                            | Suborbital                                         | Tecnologia                                         | 19 de juny                                             | Reeixit                                                |
| 19 de juny 11:01        | Apogeu: 330 km |                                                 |                                                    |                                                    |                                                        |                                                        |
| 23 de juny 00:24        | Canadà - Black Brant VC | Canadà - Black Brant VC                         | Estats Units - Arecibo                             | Estats Units - Arecibo                             | Estats Units - NASA                                    | Estats Units - NASA                                    |
| 23 de juny 00:24        | | NASA                                            | Suborbital                                         | Ionosfera                                          | 23 de juny                                             | Reeixit                                                |
| 23 de juny 00:24        | Apogeu: 250 km |                                                 |                                                    |                                                    |                                                        |                                                        |
| 23 de juny 08:00        | Rússia - Soiuz-U | Rússia - Soiuz-U                                | Rússia - Plesetsk Site 43/3                        | Rússia - Plesetsk Site 43/3                        | Rússia - VKS                                           | Rússia - VKS                                           |
| 23 de juny 08:00        | Rússia - Resurs-F #15 | MO RF                                           | Terrestre Baixa                                    | Teledetecció                                       | 9 de juliol                                            | Reeixit                                                |
| 25 de juny 16:12:22     | Estats Units - Transbordador Espacial Columbia | Estats Units - Transbordador Espacial Columbia  | Estats Units - Kennedy LC-39A                      | Estats Units - Kennedy LC-39A                      | Estats Units - United Space Alliance                   | Estats Units - United Space Alliance                   |
| 25 de juny 16:12:22     | Estats Units - STS-50 | NASA                                            | Terrestre Baixa                                    | Microgravetat                                      | 9 de juliol                                            | Reeixit                                                |
| 25 de juny 16:12:22     | Estats Units - Spacelab Long Module 1 | NASA                                            | Terrestre Baixa (Columbia)                         | Spacelab USML-1                                    | 9 de juliol                                            | Reeixit                                                |
| 25 de juny 16:12:22     | Estats Units - EDO Pallet | NASA                                            | Terrestre Baixa (Columbia)                         | Cryogenic mission extension pallet                 | 9 de juliol                                            | Reeixit                                                |
| 25 de juny 16:12:22     | Vol orbital tripulat amb set astronautes; Vol inaugural del EDO Pallet |                                                 |                                                    |                                                    |                                                        |                                                        |
| 30 de juny 16:43:13     | Rússia - Soiuz-U2 | Rússia - Soiuz-U2                               | Kazakhstan - Baikonur Site 31/6                    | Kazakhstan - Baikonur Site 31/6                    | Rússia - VKS                                           | Rússia - VKS                                           |
| 30 de juny 16:43:13     | Rússia - Progress M-13 | Roskosmos                                       | Terrestre Baixa (Mir)                              | Logística                                          | 24 de juliol                                           | Reeixit                                                |
| June                    | Corea del Nord - Rodong-1 | Corea del Nord - Rodong-1                       | Corea del Nord - Musudan-ri                        | Corea del Nord - Musudan-ri                        | Corea del Nord - KPA                                   | Corea del Nord - KPA                                   |
| June                    | | KPA                                             | Suborbital                                         | Vol de proves                                      | L+1 hora                                               | Error                                                  |
| Juliol                  | |                                                 |                                                    |                                                    |                                                        |                                                        |
| 1 de juliol 02:20       | Estats Units - LGM-118 Peacekeeper | Estats Units - LGM-118 Peacekeeper              | Estats Units - Vandenberg LF-02                    | Estats Units - Vandenberg LF-02                    | Estats Units - Força Aèria dels Estats Units d'Amèrica | Estats Units - Força Aèria dels Estats Units d'Amèrica |
| 1 de juliol 02:20       | | Força Aèria dels Estats Units d'Amèrica         | Suborbital                                         | Vol de proves                                      | 1 de juliol                                            | Reeixit                                                |
| 1 de juliol 02:20       | Apogeu: 1000 km |                                                 |                                                    |                                                    |                                                        |                                                        |
| 1 de juliol 20:16:22    | Rússia - Kosmos-3M | Rússia - Kosmos-3M                              | Rússia - Plesetsk Site 133/3                       | Rússia - Plesetsk Site 133/3                       | Rússia - VKS                                           | Rússia - VKS                                           |
| 1 de juliol 20:16:22    | Rússia - Kosmos 2195 (Parus) | MO RF                                           | Terrestre Baixa                                    | Navegació                                          | En òrbita                                              | Reeixit                                                |
| 2 de juliol 09:01:15    | Canadà - Black Brant IX | Canadà - Black Brant IX                         | Estats Units - Arecibo                             | Estats Units - Arecibo                             | Estats Units - NASA                                    | Estats Units - NASA                                    |
| 2 de juliol 09:01:15    | Estats Units - AA-1 | NASA                                            | Suborbital                                         | Plasma                                             | 2 de juliol                                            | Reeixit                                                |
| 2 de juliol 09:01:15    | Apogeu: 250 km |                                                 |                                                    |                                                    |                                                        |                                                        |
| 2 de juliol 21:54:01    | Estats Units - Atlas II/IABS | Estats Units - Atlas II/IABS                    | Estats Units - Cape Canaveral LC-36A               | Estats Units - Cape Canaveral LC-36A               | Estats Units - General Dynamics                        | Estats Units - General Dynamics                        |
| 2 de juliol 21:54:01    | Estats Units - USA-82 (DSCS IIIB-12) | Força Aèria dels Estats Units d'Amèrica         | Geoestacionària                                    | Comunicacions                                      | En òrbita                                              | Operacional                                            |
| 3 de juliol 14:19       | Estats Units - Scout G-1 | Estats Units - Scout G-1                        | Estats Units - Vandenberg SLC-5                    | Estats Units - Vandenberg SLC-5                    | Estats Units - NASA                                    | Estats Units - NASA                                    |
| 3 de juliol 14:19       | Estats Units - SAMPEX (SMEX-1/Explorer 68) | NASA                                            | Terrestre Baixa                                    | Solar                                              | En òrbita                                              | Operacional                                            |
| 3 de juliol             | Índia - RH-560 | Índia - RH-560                                  | Índia - Sriharikota                                | Índia - Sriharikota                                | Índia - ISRO                                           | Índia - ISRO                                           |
| 3 de juliol             | | ISRO                                            | Suborbital                                         | Ionosfera                                          | 3 de juliol                                            | Reeixit                                                |
| 3 de juliol             | Apogeu: 320 km |                                                 |                                                    |                                                    |                                                        |                                                        |
| 4 de juliol 08:58       | Canadà - Black Brant IX | Canadà - Black Brant IX                         | Estats Units - Arecibo                             | Estats Units - Arecibo                             | Estats Units - NASA                                    | Estats Units - NASA                                    |
| 4 de juliol 08:58       | Estats Units - AA-7 | NASA                                            | Suborbital                                         | Plasma                                             | 4 de juliol                                            | Reeixit                                                |
| 4 de juliol 08:58       | Apogeu: 250 km |                                                 |                                                    |                                                    |                                                        |                                                        |
| 7 de juliol 09:20:01    | Estats Units - Delta II 7925 | Estats Units - Delta II 7925                    | Estats Units - Cape Canaveral LC-17B               | Estats Units - Cape Canaveral LC-17B               | Estats Units - McDonnell Douglas                       | Estats Units - McDonnell Douglas                       |
| 7 de juliol 09:20:01    | Estats Units - USA-83 (GPS IIA-5) | Força Aèria dels Estats Units d'Amèrica         | Terrestre Mitjana                                  | Navegació                                          | En òrbita                                              | Operacional                                            |
| 8 de juliol 09:53:14    | Rússia - Molniya-M/2BL | Rússia - Molniya-M/2BL                          | Rússia - Plesetsk Site 43/3                        | Rússia - Plesetsk Site 43/3                        | Rússia - VKS                                           | Rússia - VKS                                           |
| 8 de juliol 09:53:14    | Rússia - Kosmos 2196 (Oko) | MO RF                                           | Molnia                                             | Defensa de míssils                                 | En òrbita                                              | Reeixit                                                |
| 9 de juliol 22:42:19    | Europa - Ariane 4 44L | Europa - Ariane 4 44L                           | França - Kourou ELA-2                              | França - Kourou ELA-2                              | França - Arianespace                                   | França - Arianespace                                   |
| 9 de juliol 22:42:19    | Índia - INSAT-2A | ISRO                                            | Geoestacionària                                    | Comunicacions                                      | En òrbita                                              | Reeixit                                                |
| 9 de juliol 22:42:19    | França - Eutelsat 2F4 | Eutelsat                                        | Geoestacionària                                    | Comunicacions                                      | En òrbita                                              | Reeixit                                                |
| 9 de juliol 22:42:19    | Eutelsat Retirat in 2003 |                                                 |                                                    |                                                    |                                                        |                                                        |
| 12 de juliol 09:02      | Canadà - Black Brant IX | Canadà - Black Brant IX                         | Estats Units - Arecibo                             | Estats Units - Arecibo                             | Estats Units - NASA                                    | Estats Units - NASA                                    |
| 12 de juliol 09:02      | Estats Units - AA-2 | NASA                                            | Suborbital                                         | Plasma                                             | 12 de juliol                                           | Reeixit                                                |
| 12 de juliol 09:02      | Apogeu: 252 km |                                                 |                                                    |                                                    |                                                        |                                                        |
| 13 de juliol 17:41:40   | Ucraïna - Tsyklon-3 | Ucraïna - Tsyklon-3                             | Rússia - Plesetsk                                  | Rússia - Plesetsk                                  | Rússia - VKS                                           | Rússia - VKS                                           |
| 13 de juliol 17:41:40   | Rússia - Kosmos 2197 (Strela-3) | MO RF                                           | Terrestre Baixa                                    | Comunicacions                                      | En òrbita                                              | Reeixit                                                |
| 13 de juliol 17:41:40   | Rússia - Kosmos 2198 (Strela-3) | MO RF                                           | Terrestre Baixa                                    | Comunicacions                                      | En òrbita                                              | Reeixit                                                |
| 13 de juliol 17:41:40   | Rússia - Kosmos 2199 (Gonets-D) | Roskosmos                                       | Terrestre Baixa                                    | Comunicacions                                      | En òrbita                                              | Reeixit                                                |
| 13 de juliol 17:41:40   | Rússia - Kosmos 2200 (Strela-3) | MO RF                                           | Terrestre Baixa                                    | Comunicacions                                      | En òrbita                                              | Reeixit                                                |
| 13 de juliol 17:41:40   | Rússia - Kosmos 2201 (Gonets-D) | Roskosmos                                       | Terrestre Baixa                                    | Comunicacions                                      | En òrbita                                              | Reeixit                                                |
| 13 de juliol 17:41:40   | Rússia - Kosmos 2202 (Strela-3) | MO RF                                           | Terrestre Baixa                                    | Comunicacions                                      | En òrbita                                              | Reeixit                                                |
| 14 de juliol 22:02      | Rússia - Proton-K/DM-2 | Rússia - Proton-K/DM-2                          | Kazakhstan - Baikonur Site 81/23                   | Kazakhstan - Baikonur Site 81/23                   | Rússia - VKS                                           | Rússia - VKS                                           |
| 14 de juliol 22:02      | Rússia - Gorizont 26 | YeSSS                                           | Geoestacionària                                    | Comunicacions                                      | En òrbita                                              | Reeixit                                                |
| 24 de juliol 13:36      | Canadà - Black Brant VIIIC | Canadà - Black Brant VIIIC                      | Estats Units - Poker Flat                          | Estats Units - Poker Flat                          | Estats Units - NASA                                    | Estats Units - NASA                                    |
| 24 de juliol 13:36      | | NASA                                            | Suborbital                                         | Plasma                                             | 24 de juliol                                           | Reeixit                                                |
| 24 de juliol 13:36      | Apogeu: 340 km |                                                 |                                                    |                                                    |                                                        |                                                        |
| 24 de juliol 14:26      | Estats Units - Delta II 6925 | Estats Units - Delta II 6925                    | Estats Units - Cape Canaveral LC-17A               | Estats Units - Cape Canaveral LC-17A               | Estats Units - McDonnell Douglas                       | Estats Units - McDonnell Douglas                       |
| 24 de juliol 14:26      | Japó Estats Units - GEOTAIL | ISAS/NASA                                       | Terrestre Alta                                     | Magnetosphere                                      | En òrbita                                              | Operacional                                            |
| 24 de juliol 14:26      | Estats Units - DUVE | NASA/California                                 | Terrestre Baixa                                    | Astronomia ultraviolada                            | 16 de març 2003                                        | Reeixit                                                |
| 24 de juliol 14:26      | Vol final del Delta II 6000-series |                                                 |                                                    |                                                    |                                                        |                                                        |
| 24 de juliol 19:40      | Rússia - Soiuz-U | Rússia - Soiuz-U                                | Rússia - Plesetsk Site 43/3                        | Rússia - Plesetsk Site 43/3                        | Rússia - VKS                                           | Rússia - VKS                                           |
| 24 de juliol 19:40      | Rússia - Kosmos 2203 (Yantar-4K2) | MO RF                                           | Terrestre Baixa                                    | Reconeixement                                      | 22 de setembre                                         | Reeixit                                                |
| 27 de juliol 06:08:42   | Rússia - Soiuz-U2 | Rússia - Soiuz-U2                               | Kazakhstan - Baikonur Site 1/5                     | Kazakhstan - Baikonur Site 1/5                     | Rússia - VKS                                           | Rússia - VKS                                           |
| 27 de juliol 06:08:42   | Rússia - Soiuz TM-15 | Roskosmos                                       | Terrestre Baixa (Mir)                              | Mir EO-12                                          | 1 de febrer 1993                                       | Reeixit                                                |
| 27 de juliol 06:08:42   | Vol orbital tripulat with three cosmonauts |                                                 |                                                    |                                                    |                                                        |                                                        |
| 28 de juliol            | Rússia - UR-100NU | Rússia - UR-100NU                               | Kazakhstan - Baikonur                              | Kazakhstan - Baikonur                              | Rússia - RVSN                                          | Rússia - RVSN                                          |
| 28 de juliol            | Rússia - SLI | RVSN                                            | Suborbital                                         | Vol de proves                                      | 28 de juliol                                           | Reeixit                                                |
| 28 de juliol            | Apogeu: 1000 km |                                                 |                                                    |                                                    |                                                        |                                                        |
| 29 de juliol            | Estats Units - UGM-133 Trident II | Estats Units - UGM-133 Trident II               | Estats UnitsUSS Maryland, Eastern Range            | Estats UnitsUSS Maryland, Eastern Range            | Estats Units - Marina dels Estats Units d'Amèrica      | Estats Units - Marina dels Estats Units d'Amèrica      |
| 29 de juliol            | | Marina dels Estats Units d'Amèrica              | Suborbital                                         | Vol de proves                                      | 29 de juliol                                           | Reeixit                                                |
| 29 de juliol            | Demonstració de l'Operació Shakedown 9; Apogeu: 1000 km |                                                 |                                                    |                                                    |                                                        |                                                        |
| 30 de juliol 01:59:01   | Rússia - Proton-K/DM-2 | Rússia - Proton-K/DM-2                          | Kazakhstan - Baikonur Site 81/23                   | Kazakhstan - Baikonur Site 81/23                   | Rússia - VKS                                           | Rússia - VKS                                           |
| 30 de juliol 01:59:01   | Rússia - Kosmos 2204 (GLONASS) | VKS                                             | Terrestre Mitjana                                  | Navegació                                          | En òrbita                                              | Reeixit                                                |
| 30 de juliol 01:59:01   | Rússia - Kosmos 2205 (GLONASS) | VKS                                             | Terrestre Mitjana                                  | Navegació                                          | En òrbita                                              | Reeixit                                                |
| 30 de juliol 01:59:01   | Rússia - Kosmos 2206 (GLONASS) | VKS                                             | Terrestre Mitjana                                  | Navegació                                          | En òrbita                                              | Reeixit                                                |
| 30 de juliol 11:00      | Rússia - Soiuz-U | Rússia - Soiuz-U                                | Rússia - Plesetsk Site 43/4                        | Rússia - Plesetsk Site 43/4                        | Rússia - VKS                                           | Rússia - VKS                                           |
| 30 de juliol 11:00      | Rússia - Kosmos 2207 (Zenit-8) | MO RF                                           | Terrestre Baixa                                    | Reconeixement                                      | 13 d'agost                                             | Reeixit                                                |
| 31 de juliol 13:56:48   | Estats Units - Transbordador Espacial Atlantis | Estats Units - Transbordador Espacial Atlantis  | Estats Units - Kennedy LC-39B                      | Estats Units - Kennedy LC-39B                      | Estats Units - United Space Alliance                   | Estats Units - United Space Alliance                   |
| 31 de juliol 13:56:48   | Estats Units - STS-46 | NASA                                            | Terrestre Baixa                                    | Desplegament de satèl·lit                          | 8 d'agost                                              | Reeixit                                                |
| 31 de juliol 13:56:48   | Itàlia - TSS-1 | ASI                                             | Terrestre Baixa (Atlantis)                         | Tecnologia                                         | 8 d'agost                                              | Error                                                  |
| 31 de juliol 13:56:48   | Europa - EURECA | ESA                                             | Terrestre Baixa                                    | Microgravetat/Solar                                | 1 de juliol 1993                                       | Reeixit                                                |
| 31 de juliol 13:56:48   | Vol orbital tripulat amb set astronautes incloent el primer viatger suís i italià La corretja del TSS es va encallar durant la implementació; L'EURECA es va tornar a la Terra pel Transbordador Espacial Endeavour durant el STS-57      |                                                 |                                                    |                                                    |                                                        |                                                        |
| July                    | Corea del Nord - Hwasong-6 | Corea del Nord - Hwasong-6                      | Síria                                              | Síria                                              | Síria - Syrian Air Force                               | Síria - Syrian Air Force                               |
| July                    | | Syrian Air Force                                | Suborbital                                         | Vol de proves                                      | L+1 hora                                               | Reeixit                                                |
| July                    | Apogeu: 200 km |                                                 |                                                    |                                                    |                                                        |                                                        |
| July                    | Corea del Nord - Hwasong-6 | Corea del Nord - Hwasong-6                      | Síria                                              | Síria                                              | Síria - Syrian Air Force                               | Síria - Syrian Air Force                               |
| July                    | | Syrian Air Force                                | Suborbital                                         | Vol de proves                                      | L+1 hora                                               | Reeixit                                                |
| July                    | Apogeu: 200 km |                                                 |                                                    |                                                    |                                                        |                                                        |
| Agost                   | |                                                 |                                                    |                                                    |                                                        |                                                        |
| 4 d'agost               | Estats Units - UGM-133 Trident II | Estats Units - UGM-133 Trident II               | Estats UnitsUSS Tennessee, Eastern Range           | Estats UnitsUSS Tennessee, Eastern Range           | Estats Units - Marina dels Estats Units d'Amèrica      | Estats Units - Marina dels Estats Units d'Amèrica      |
| 4 d'agost               | | Marina dels Estats Units d'Amèrica              | Suborbital                                         | Vol de proves                                      | 4 d'agost                                              | Reeixit                                                |
| 4 d'agost               | Prova d'Avaluació del Comandant; Apogeu: 1000 km |                                                 |                                                    |                                                    |                                                        |                                                        |
| 4 d'agost               | Estats Units - UGM-133 Trident II | Estats Units - UGM-133 Trident II               | Estats Units - USS Tennessee, Eastern Range        | Estats Units - USS Tennessee, Eastern Range        | Estats Units - Marina dels Estats Units d'Amèrica      | Estats Units - Marina dels Estats Units d'Amèrica      |
| 4 d'agost               | | Marina dels Estats Units d'Amèrica              | Suborbital                                         | Vol de proves                                      | 4 d'agost                                              | Reeixit                                                |
| 4 d'agost               | Prova d'Avaluació del Comandant; Apogeu: 1000 km |                                                 |                                                    |                                                    |                                                        |                                                        |
| 4 d'agost               | Estats Units - UGM-133 Trident II | Estats Units - UGM-133 Trident II               | Estats Units - USS Tennessee, Eastern Range        | Estats Units - USS Tennessee, Eastern Range        | Estats Units - Marina dels Estats Units d'Amèrica      | Estats Units - Marina dels Estats Units d'Amèrica      |
| 4 d'agost               | | Marina dels Estats Units d'Amèrica              | Suborbital                                         | Vol de proves                                      | 4 d'agost                                              | Reeixit                                                |
| 4 d'agost               | Prova d'Avaluació del Comandant; Apogeu: 1000 km |                                                 |                                                    |                                                    |                                                        |                                                        |
| 4 d'agost               | Estats Units - UGM-133 Trident II | Estats Units - UGM-133 Trident II               | Estats Units - USS Tennessee, Eastern Range        | Estats Units - USS Tennessee, Eastern Range        | Estats Units - Marina dels Estats Units d'Amèrica      | Estats Units - Marina dels Estats Units d'Amèrica      |
| 4 d'agost               | | Marina dels Estats Units d'Amèrica              | Suborbital                                         | Vol de proves                                      | 4 d'agost                                              | Reeixit                                                |
| 4 d'agost               | Prova d'Avaluació del Comandant; Apogeu: 1000 km |                                                 |                                                    |                                                    |                                                        |                                                        |
| 6 d'agost 19:30:59      | Rússia - Molniya-M/ML | Rússia - Molniya-M/ML                           | Rússia - Plesetsk Site 43/3                        | Rússia - Plesetsk Site 43/3                        | Rússia - VKS                                           | Rússia - VKS                                           |
| 6 d'agost 19:30:59      | Rússia - Molniya-1 #84 | MOM                                             | Molnia                                             | Comunicacions                                      | 4 d'abril 2008                                         | Reeixit                                                |
| 9 d'agost 08:00         | Xina - Llarga Marxa 2D | Xina - Llarga Marxa 2D                          | Xina - Jiuquan LA-2B                               | Xina - Jiuquan LA-2B                               | Xina - CALT                                            | Xina - CALT                                            |
| 9 d'agost 08:00         | Xina - FSW-2 #1 | CASC                                            | Terrestre Baixa                                    | Reconeixement                                      | 1 de setembre                                          | Reeixit                                                |
| 10 d'agost 23:08:07     | Europa - Ariane 4 42P | Europa - Ariane 4 42P                           | França - Kourou ELA-2                              | França - Kourou ELA-2                              | França - Arianespace                                   | França - Arianespace                                   |
| 10 d'agost 23:08:07     | França Estats Units - TOPEX/Poseidon | CNES/NASA                                       | Terrestre Baixa                                    | Oceanografia                                       | En òrbita                                              | Reeixit                                                |
| 10 d'agost 23:08:07     | França - S80/T | CNES                                            | Terrestre Baixa                                    | Tecnologia                                         | En òrbita                                              | Reeixit                                                |
| 10 d'agost 23:08:07     | Corea del Sud - KitSAT-1 (OSCAR-23) | KAIST                                           | Terrestre Baixa                                    | Comunicacions                                      | En òrbita                                              | Reeixit                                                |
| 10 d'agost 23:08:07     | La missió TOPEX/Poseidon va finalitzar l'octubre del 2005 i va ser desactivat el 18 de gener de 2006. |                                                 |                                                    |                                                    |                                                        |                                                        |
| 12 d'agost 05:44:01     | Rússia - Kosmos-3M | Rússia - Kosmos-3M                              | Rússia - Plesetsk Site 132/1                       | Rússia - Plesetsk Site 132/1                       | Rússia - VKS                                           | Rússia - VKS                                           |
| 12 d'agost 05:44:01     | Rússia - Kosmos 2208 (Strela-2M) | MO RF                                           | Terrestre Baixa                                    | Comunicacions                                      | En òrbita                                              | Reeixit                                                |
| 13 d'agost 23:00        | Xina - Llarga Marxa 2E | Xina - Llarga Marxa 2E                          | Xina - Xichang LA-2                                | Xina - Xichang LA-2                                | Xina - CALT                                            | Xina - CALT                                            |
| 13 d'agost 23:00        | Austràlia - Optus B1 | Optus                                           | Actual: Cementiri Operacional: Geoestacionària     | Comunicacions                                      | En òrbita                                              | Reeixit                                                |
| 13 d'agost 23:00        | Retirat i mogut a òrbita cementiri el maig de 2008 |                                                 |                                                    |                                                    |                                                        |                                                        |
| 15 d'agost 22:18:32     | Rússia - Soiuz-U2 | Rússia - Soiuz-U2                               | Kazakhstan - Baikonur Site 31/6                    | Kazakhstan - Baikonur Site 31/6                    | Rússia - VKS                                           | Rússia - VKS                                           |
| 15 d'agost 22:18:32     | Rússia - Progress M-14 | Roskosmos                                       | Terrestre Baixa (Mir)                              | Logística                                          | 21 d'octubre                                           | Reeixit                                                |
| 18 d'agost              | Índia - Prithvi | Índia - Prithvi                                 | Índia - Balasore                                   | Índia - Balasore                                   | Índia - DRDO                                           | Índia - DRDO                                           |
| 18 d'agost              | | DRDO                                            | Suborbital                                         | Vol de proves                                      | 18 d'agost                                             | Reeixit                                                |
| 18 d'agost              | Apogeu: 100 km |                                                 |                                                    |                                                    |                                                        |                                                        |
| 19 d'agost 10:20        | Rússia - Soiuz-U | Rússia - Soiuz-U                                | Rússia - Plesetsk Site 16/2                        | Rússia - Plesetsk Site 16/2                        | Rússia - VKS                                           | Rússia - VKS                                           |
| 19 d'agost 10:20        | Rússia - Resurs-F #16 | MO RF                                           | Terrestre Baixa                                    | Teledetecció                                       | 4 de setembre                                          | Reeixit                                                |
| 19 d'agost 10:20        | Rússia - Pion-Germes 1 | MOM                                             | Terrestre Baixa                                    | Teledetecció                                       | 25 de setembre                                         | Reeixit                                                |
| 19 d'agost 10:20        | Rússia - Pion-Germes 2 | MOM                                             | Terrestre Baixa                                    | Teledetecció                                       | 24 de setembre                                         | Reeixit                                                |
| 19 d'agost 23:30        | Japó - TR-1A | Japó - TR-1A                                    | Japó - Tanegashima LA-T                            | Japó - Tanegashima LA-T                            | Japó - NASDA                                           | Japó - NASDA                                           |
| 19 d'agost 23:30        | | NASDA                                           | Suborbital                                         | Microgravetat                                      | 19 d'agost                                             | Reeixit                                                |
| 19 d'agost 23:30        | Apogeu: 290 km |                                                 |                                                    |                                                    |                                                        |                                                        |
| 21 d'agost 17:46        | Estats Units - Nike Orion | Estats Units - Nike Orion                       | Estats Units - White Sands                         | Estats Units - White Sands                         | Estats Units - NASA                                    | Estats Units - NASA                                    |
| 21 d'agost 17:46        | | NASA                                            | Suborbital                                         | Aeronomia                                          | 21 d'agost                                             | Reeixit                                                |
| 21 d'agost 17:46        | Apogeu: 140 km |                                                 |                                                    |                                                    |                                                        |                                                        |
| 22 d'agost 22:40        | Estats Units - Atlas I | Estats Units - Atlas I                          | Estats Units - Cape Canaveral LC-36B               | Estats Units - Cape Canaveral LC-36B               | Estats Units - General Dynamics                        | Estats Units - General Dynamics                        |
| 22 d'agost 22:40        | Estats Units - Galaxy 1R | Hughes                                          | Destinat: Geosíncrona                              | Comunicacions                                      | 22 d'agost                                             | Error de llançament                                    |
| 22 d'agost 22:40        | Va fallar en encendre's la turbobomba del tram superior, va ser destruït per seguretat del vol |                                                 |                                                    |                                                    |                                                        |                                                        |
| 24 d'agost 16:30        | Canadà - Black Brant IX | Canadà - Black Brant IX                         | Estats Units - White Sands LC-36                   | Estats Units - White Sands LC-36                   | Estats Units - NASA                                    | Estats Units - NASA                                    |
| 24 d'agost 16:30        | Estats Units - HRTS-8 | NASA/NRL                                        | Suborbital                                         | Solar                                              | 24 d'agost                                             | Reeixit                                                |
| 24 d'agost 16:30        | Apogeu: 249 km |                                                 |                                                    |                                                    |                                                        |                                                        |
| 26 d'agost 15:10        | Estats Units - Nike Orion | Estats Units - Nike Orion                       | Estats Units - White Sands                         | Estats Units - White Sands                         | Estats Units - NASA                                    | Estats Units - NASA                                    |
| 26 d'agost 15:10        | Estats Units - CWAS-25 | NASA                                            | Suborbital                                         | Aeronomia                                          | 26 d'agost                                             | Reeixit                                                |
| 26 d'agost 15:10        | Apogeu: 140 km |                                                 |                                                    |                                                    |                                                        |                                                        |
| 27 d'agost 18:30        | Canadà - Black Brant VIIIC | Canadà - Black Brant VIIIC                      | Estats Units - Wallops Island                      | Estats Units - Wallops Island                      | Estats Units - NASA                                    | Estats Units - NASA                                    |
| 27 d'agost 18:30        | | NASA                                            | Suborbital                                         | Vol de proves                                      | 27 d'agost                                             | Reeixit                                                |
| 27 d'agost 18:30        | Apogeu: 198 km |                                                 |                                                    |                                                    |                                                        |                                                        |
| 31 d'agost 10:41        | Estats Units - Delta II 7925 | Estats Units - Delta II 7925                    | Estats Units - Cape Canaveral LC-17B               | Estats Units - Cape Canaveral LC-17B               | Estats Units - McDonnell Douglas                       | Estats Units - McDonnell Douglas                       |
| 31 d'agost 10:41        | Estats Units - Satcom C4 | GE Americom                                     | Geoestacionària                                    | Comunicacions                                      | En òrbita                                              | Reeixit                                                |
| Setembre                | |                                                 |                                                    |                                                    |                                                        |                                                        |
| 1 de setembre 01:00     | Estats Units - Nike Orion | Estats Units - Nike Orion                       | Estats Units - White Sands                         | Estats Units - White Sands                         | Estats Units - NASA                                    | Estats Units - NASA                                    |
| 1 de setembre 01:00     | Estats Units - CWAS-26 | NASA                                            | Suborbital                                         | Aeronomia                                          | 1 de setembre                                          | Reeixit                                                |
| 1 de setembre 01:00     | Apogeu: 140 km |                                                 |                                                    |                                                    |                                                        |                                                        |
| 3 de setembre           | Estats Units - UGM-133 Trident II | Estats Units - UGM-133 Trident II               | Estats UnitsUSS Kentucky, Eastern Range            | Estats UnitsUSS Kentucky, Eastern Range            | Estats Units - Marina dels Estats Units d'Amèrica      | Estats Units - Marina dels Estats Units d'Amèrica      |
| 3 de setembre           | | Marina dels Estats Units d'Amèrica              | Suborbital                                         | Vol de proves                                      | 3 de setembre                                          | Reeixit                                                |
| 3 de setembre           | Prova d'Avaluació del Comandant; Apogeu: 1000 km |                                                 |                                                    |                                                    |                                                        |                                                        |
| 3 de setembre           | Estats Units - UGM-133 Trident II | Estats Units - UGM-133 Trident II               | Estats Units - USS Kentucky, Eastern Range         | Estats Units - USS Kentucky, Eastern Range         | Estats Units - Marina dels Estats Units d'Amèrica      | Estats Units - Marina dels Estats Units d'Amèrica      |
| 3 de setembre           | | Marina dels Estats Units d'Amèrica              | Suborbital                                         | Vol de proves                                      | 3 de setembre                                          | Reeixit                                                |
| 3 de setembre           | Prova d'Avaluació del Comandant; Apogeu: 1000 km |                                                 |                                                    |                                                    |                                                        |                                                        |
| 3 de setembre           | Estats Units - UGM-133 Trident II | Estats Units - UGM-133 Trident II               | Estats Units - USS Kentucky, Eastern Range         | Estats Units - USS Kentucky, Eastern Range         | Estats Units - Marina dels Estats Units d'Amèrica      | Estats Units - Marina dels Estats Units d'Amèrica      |
| 3 de setembre           | | Marina dels Estats Units d'Amèrica              | Suborbital                                         | Vol de proves                                      | 3 de setembre                                          | Reeixit                                                |
| 3 de setembre           | Prova d'Avaluació del Comandant; Apogeu: 1000 km |                                                 |                                                    |                                                    |                                                        |                                                        |
| 3 de setembre           | Estats Units - UGM-133 Trident II | Estats Units - UGM-133 Trident II               | Estats Units - USS Kentucky, Eastern Range         | Estats Units - USS Kentucky, Eastern Range         | Estats Units - Marina dels Estats Units d'Amèrica      | Estats Units - Marina dels Estats Units d'Amèrica      |
| 3 de setembre           | | Marina dels Estats Units d'Amèrica              | Suborbital                                         | Vol de proves                                      | 3 de setembre                                          | Reeixit                                                |
| 3 de setembre           | Prova d'Avaluació del Comandant; Apogeu: 1000 km |                                                 |                                                    |                                                    |                                                        |                                                        |
| 9 de setembre 08:57     | Estats Units - Delta II 7925 | Estats Units - Delta II 7925                    | Estats Units - Cape Canaveral LC-17A               | Estats Units - Cape Canaveral LC-17A               | Estats Units - McDonnell Douglas                       | Estats Units - McDonnell Douglas                       |
| 9 de setembre 08:57     | Estats Units - USA-84 (GPS IIA-6) | Força Aèria dels Estats Units d'Amèrica         | Terrestre Mitjana                                  | Navegació                                          | En òrbita                                              | Operacional                                            |
| 10 de setembre 14:30    | Canadà - Black Brant IXCM1 | Canadà - Black Brant IXCM1                      | Estats Units - White Sands LC-36                   | Estats Units - White Sands LC-36                   | Estats Units - SSI                                     | Estats Units - SSI                                     |
| 10 de setembre 14:30    | Estats Units - CONSORT-5 | Huntsville                                      | Suborbital                                         | Microgravetat                                      | 10 de setembre                                         | Error                                                  |
| 10 de setembre 14:30    | Apogeu: 235 km |                                                 |                                                    |                                                    |                                                        |                                                        |
| 10 de setembre 18:01:18 | Rússia - Proton-K/DM-2 | Rússia - Proton-K/DM-2                          | Kazakhstan - Baikonur Site 81/23                   | Kazakhstan - Baikonur Site 81/23                   | Rússia - VKS                                           | Rússia - VKS                                           |
| 10 de setembre 18:01:18 | Rússia - Kosmos 2209 (Prognoz) | MO RF                                           | Geoestacionària                                    | Defensa de míssils                                 | En òrbita                                              | Operacional                                            |
| 10 de setembre 23:04    | Europa - Ariane 4 44LP | Europa - Ariane 4 44LP                          | França - Kourou ELA-2                              | França - Kourou ELA-2                              | França - Arianespace                                   | França - Arianespace                                   |
| 10 de setembre 23:04    | Espanya - Hispasat 1A | Hispasat                                        | Geoestacionària                                    | Comunicacions                                      | En òrbita                                              | Reeixit                                                |
| 10 de setembre 23:04    | Estats Units - Satcom C3 | GE Americom                                     | Geoestacionària                                    | Comunicacions                                      | En òrbita                                              | Operacional                                            |
| 10 de setembre 23:04    | L'Hispasat va ser retirat el 2003 |                                                 |                                                    |                                                    |                                                        |                                                        |
| 12 de setembre 14:23    | Estats Units - Transbordador Espacial Endeavour | Estats Units - Transbordador Espacial Endeavour | Estats Units - Kennedy LC-39B                      | Estats Units - Kennedy LC-39B                      | Estats Units - United Space Alliance                   | Estats Units - United Space Alliance                   |
| 12 de setembre 14:23    | Estats Units - STS-47 | NASA                                            | Terrestre Baixa                                    | Microgravetat                                      | 20 de setembre                                         | Reeixit                                                |
| 12 de setembre 14:23    | Japó Estats Units - Spacelab Long Module 2 | NASDA/NASA                                      | Terrestre Baixa (Endeavour)                        | Spacelab-J                                         | 20 de setembre                                         | Reeixit                                                |
| 12 de setembre 14:23    | Vol orbital tripulat amb set astronautes; Missió 50a del Programa del Transbordador Espacial |                                                 |                                                    |                                                    |                                                        |                                                        |
| 16 de setembre 03:15    | Estats Units - LGM-118 Peacekeeper | Estats Units - LGM-118 Peacekeeper              | Estats Units - Vandenberg LF-05                    | Estats Units - Vandenberg LF-05                    | Estats Units - Força Aèria dels Estats Units d'Amèrica | Estats Units - Força Aèria dels Estats Units d'Amèrica |
| 16 de setembre 03:15    | | Força Aèria dels Estats Units d'Amèrica         | Suborbital                                         | Vol de proves                                      | 16 de setembre                                         | Reeixit                                                |
| 16 de setembre 03:15    | Apogeu: 1000 km |                                                 |                                                    |                                                    |                                                        |                                                        |
| 22 de setembre 16:10    | Estats Units - Soiuz-U | Estats Units - Soiuz-U                          | Rússia - Plesetsk Site 16/2                        | Rússia - Plesetsk Site 16/2                        | Rússia - VKS                                           | Rússia - VKS                                           |
| 22 de setembre 16:10    | Rússia - Kosmos 2210 (Yantar-4K2) | MO RF                                           | Terrestre Baixa                                    | Reconeixement                                      | 20 de novembre                                         | Reeixit                                                |
| 25 de setembre 17:05:01 | Estats Units - Commercial Titan III/TOS | Estats Units - Commercial Titan III/TOS         | Estats Units - Cape Canaveral LC-40                | Estats Units - Cape Canaveral LC-40                | Estats Units - Martin Marietta                         | Estats Units - Martin Marietta                         |
| 25 de setembre 17:05:01 | Estats Units - Mars Observer | NASA                                            | Destinat: Areocèntrica Assolit: Heliocèntrica      | Orbitador de Mart                                  | Desconegut                                             | Error                                                  |
| 25 de setembre 17:05:01 | Vol final del Commercial Titan III; Vol inaugural del TOS Es va perdre el contacte tres dies abans de la inserció en l'òrbita. No és clar si la nau va entrar en òrbita aerocèntrica, va romandre en òrbita heliocèntrica, o va explotar. |                                                 |                                                    |                                                    |                                                        |                                                        |
| 28 de setembre          | Estats Units - LGM-30G Minuteman III | Estats Units - LGM-30G Minuteman III            | Estats Units - Vandenberg LF-26                    | Estats Units - Vandenberg LF-26                    | Estats Units - Força Aèria dels Estats Units d'Amèrica | Estats Units - Força Aèria dels Estats Units d'Amèrica |
| 28 de setembre          | Estats Units - GT-149GB | Força Aèria dels Estats Units d'Amèrica         | Suborbital                                         | Vol de proves                                      | 28 de setembre                                         | Reeixit                                                |
| 28 de setembre          | Apogeu: 1300 km |                                                 |                                                    |                                                    |                                                        |                                                        |
| Octubre                 | |                                                 |                                                    |                                                    |                                                        |                                                        |
| 6 d'octubre 06:20:05    | Xina - Llarga Marxa 2C | Xina - Llarga Marxa 2C                          | Xina - Jiuquan LA-2B                               | Xina - Jiuquan LA-2B                               | Xina - CALT                                            | Xina - CALT                                            |
| 6 d'octubre 06:20:05    | Xina - FSW-1 #4 | CASC                                            | Terrestre Baixa                                    | Reconeixement                                      | 13 d'octubre                                           | Reeixit                                                |
| 6 d'octubre 06:20:05    | Suècia - Freja | SSC                                             | Terrestre Baixa                                    | Magnetosphere                                      | En òrbita                                              | Reeixit                                                |
| 6 d'octubre 06:20:05    | La missió Freja va finalitzar el 30 de juny de 1995 i es va perdre el contacte el 14 d'octubre de 1996 |                                                 |                                                    |                                                    |                                                        |                                                        |
| 8 d'octubre 19:00       | Rússia - Soiuz-U | Rússia - Soiuz-U                                | Rússia - Plesetsk Site 43/4                        | Rússia - Plesetsk Site 43/4                        | Rússia - VKS                                           | Rússia - VKS                                           |
| 8 d'octubre 19:00       | Rússia - Foton-8 | Roskosmos                                       | Terrestre Baixa                                    | Microgravetat                                      | 24 d'octubre                                           | Reeixit                                                |
| 12 d'octubre 09:47      | Estats Units - Delta II 7925 | Estats Units - Delta II 7925                    | Estats Units - Cape Canaveral LC-17B               | Estats Units - Cape Canaveral LC-17B               | Estats Units - McDonnell Douglas                       | Estats Units - McDonnell Douglas                       |
| 12 d'octubre 09:47      | Alemanya - DFS-3 | Bundespost                                      | Actual: Cementiri Operacional: Geoestacionària     | Comunicacions                                      | En òrbita                                              | Reeixit                                                |
| 12 d'octubre 09:47      | Retirat el febrer de 2003 |                                                 |                                                    |                                                    |                                                        |                                                        |
| 14 d'octubre 19:58      | Rússia - Molniya-M/ML | Rússia - Molniya-M/ML                           | Rússia - Plesetsk Site 43/3                        | Rússia - Plesetsk Site 43/3                        | Rússia - VKS                                           | Rússia - VKS                                           |
| 14 d'octubre 19:58      | Rússia - Molniya-3 #50L | MOM                                             | Molnia                                             | Comunicacions                                      | En òrbita                                              | Operacional                                            |
| 16 d'octubre            | Estats Units - Castor-Orbus | Estats Units - Castor-Orbus                     | Estats Units - Wake Island                         | Estats Units - Wake Island                         | Estats Units - Orbital Sciences                        | Estats Units - Orbital Sciences                        |
| 16 d'octubre            | | SDIO                                            | Suborbital                                         | Prova de reentrada                                 | 16 d'octubre                                           | Error                                                  |
| 16 d'octubre            | Vol inaugural de Castor-Orbus; Apogeu: 500 km |                                                 |                                                    |                                                    |                                                        |                                                        |
| 19 d'octubre            | Estats Units - UGM-133 Trident II | Estats Units - UGM-133 Trident II               | Estats Units - USS Maryland, Eastern Range         | Estats Units - USS Maryland, Eastern Range         | Estats Units - Marina dels Estats Units d'Amèrica      | Estats Units - Marina dels Estats Units d'Amèrica      |
| 19 d'octubre            | | Marina dels Estats Units d'Amèrica              | Suborbital                                         | Vol de proves                                      | 19 d'octubre                                           | Reeixit                                                |
| 19 d'octubre            | Demonstració i Operació Shakedown 10; Apogeu: 1000 km |                                                 |                                                    |                                                    |                                                        |                                                        |
| 20 d'octubre 12:58:12   | Ucraïna - Tsyklon-3 | Ucraïna - Tsyklon-3                             | Rússia - Plesetsk                                  | Rússia - Plesetsk                                  | Rússia - VKS                                           | Rússia - VKS                                           |
| 20 d'octubre 12:58:12   | Rússia - Kosmos 2211 (Strela-3) | MO RF                                           | Terrestre Baixa                                    | Comunicacions                                      | En òrbita                                              | Reeixit                                                |
| 20 d'octubre 12:58:12   | Rússia - Kosmos 2212 (Strela-3) | MO RF                                           | Terrestre Baixa                                    | Comunicacions                                      | En òrbita                                              | Reeixit                                                |
| 20 d'octubre 12:58:12   | Rússia - Kosmos 2213 (Strela-3) | MO RF                                           | Terrestre Baixa                                    | Comunicacions                                      | En òrbita                                              | Reeixit                                                |
| 20 d'octubre 12:58:12   | Rússia - Kosmos 2214 (Strela-3) | MO RF                                           | Terrestre Baixa                                    | Comunicacions                                      | En òrbita                                              | Reeixit                                                |
| 20 d'octubre 12:58:12   | Rússia - Kosmos 2215 (Strela-3) | MO RF                                           | Terrestre Baixa                                    | Comunicacions                                      | En òrbita                                              | Reeixit                                                |
| 20 d'octubre 12:58:12   | Rússia - Kosmos 2216 (Strela-3) | MO RF                                           | Terrestre Baixa                                    | Comunicacions                                      | En òrbita                                              | Reeixit                                                |
| 21 d'octubre 10:21:22   | Rússia - Molniya-M/2BL | Rússia - Molniya-M/2BL                          | Rússia - Plesetsk Site 16/2                        | Rússia - Plesetsk Site 16/2                        | Rússia - VKS                                           | Rússia - VKS                                           |
| 21 d'octubre 10:21:22   | Rússia - Kosmos 2217 (Oko) | MO RF                                           | Molnia                                             | Defensa de míssils                                 | 6 de novembre 2010 04:22                               | Reeixit                                                |
| 22 d'octubre 17:09:40   | Estats Units - Transbordador Espacial Columbia | Estats Units - Transbordador Espacial Columbia  | Estats Units - Kennedy LC-39B                      | Estats Units - Kennedy LC-39B                      | Estats Units - United Space Alliance                   | Estats Units - United Space Alliance                   |
| 22 d'octubre 17:09:40   | Estats Units - STS-52 | NASA                                            | Terrestre Baixa                                    | USMP-1                                             | 1 de novembre                                          | Reeixit                                                |
| 22 d'octubre 17:09:40   | Canadà - CANEX-2 | CSA                                             | Terrestre Baixa (Columbia)                         | Microgravetat                                      | 1 de novembre                                          | Reeixit                                                |
| 22 d'octubre 17:09:40   | Itàlia - LAGEOS-2 | ASI                                             | Terrestre Mitjana                                  | Geodesy                                            | En òrbita                                              | Operacional                                            |
| 22 d'octubre 17:09:40   | Vol orbital tripulat amb sis astronautes |                                                 |                                                    |                                                    |                                                        |                                                        |
| 22 d'octubre            | Estats Units - Aries | Estats Units - Aries                            | Estats Units - Wallops Island                      | Estats Units - Wallops Island                      | Estats Units - SDIO                                    | Estats Units - SDIO                                    |
| 22 d'octubre            | Estats Units - Orbus 1 (SPFE-3) | SDIO                                            | Suborbital                                         | Objectiu                                           | 22 d'octubre                                           | Error                                                  |
| 22 d'octubre            | Apogeu: 20 km |                                                 |                                                    |                                                    |                                                        |                                                        |
| 25 d'octubre 01:06      | Estats Units - LGM-30B Minuteman I | Estats Units - LGM-30B Minuteman I              | Estats Units - Vandenberg LF-03                    | Estats Units - Vandenberg LF-03                    | Estats Units - Força Aèria dels Estats Units d'Amèrica | Estats Units - Força Aèria dels Estats Units d'Amèrica |
| 25 d'octubre 01:06      | Estats Units - AST-DT2 | Força Aèria dels Estats Units d'Amèrica         | Suborbital                                         | Objectiu                                           | 25 d'octubre                                           | Error                                                  |
| 25 d'octubre 01:06      | Apogeu: 100 km |                                                 |                                                    |                                                    |                                                        |                                                        |
| 27 d'octubre 17:19:41   | Rússia - Soiuz-U2 | Rússia - Soiuz-U2                               | Kazakhstan - Baikonur Site 31/6                    | Kazakhstan - Baikonur Site 31/6                    | Rússia - VKS                                           | Rússia - VKS                                           |
| 27 d'octubre 17:19:41   | Rússia - Progress M-15 | Roskosmos                                       | Terrestre Baixa (Mir)                              | Logística                                          | 7 de febrer 1993                                       | Reeixit                                                |
| 27 d'octubre 17:19:41   | Rússia - Mak-2 | Roskosmos                                       | Terrestre Baixa                                    | Ionosfera                                          | 1 d'abril 1993                                         | Reeixit                                                |
| 27 d'octubre 17:19:41   | Rússia - Znamya 2 | Roskosmos                                       | Terrestre Baixa                                    | Mirall solar                                       | 5 de febrer 1993                                       | Reeixit                                                |
| 27 d'octubre 17:19:41   | El Mak-2 va ser desplegat des del Mir el 20 de novembre 1992; El Znamya va ser desplegat des del Progress el 4 de febrer de 1993 |                                                 |                                                    |                                                    |                                                        |                                                        |
| 27 d'octubre 18:30      | Canadà - Black Brant IX | Canadà - Black Brant IX                         | Estats Units - White Sands LC-36                   | Estats Units - White Sands LC-36                   | Estats Units - NASA                                    | Estats Units - NASA                                    |
| 27 d'octubre 18:30      | Estats Units - CU-3 | NASA                                            | Suborbital                                         | Astronomia ultraviolada                            | 27 d'octubre                                           | Reeixit                                                |
| 27 d'octubre 18:30      | Apogeu: 298 km |                                                 |                                                    |                                                    |                                                        |                                                        |
| 28 d'octubre 00:15      | Europa - Ariane 4 42P | Europa - Ariane 4 42P                           | França - Kourou ELA-2                              | França - Kourou ELA-2                              | França - Arianespace                                   | França - Arianespace                                   |
| 28 d'octubre 00:15      | Estats Units - Galaxy 7 | Hughes                                          | Geoestacionària                                    | Comunicacions                                      | En òrbita                                              | Error del vehicle                                      |
| 28 d'octubre 00:15      | Malfuncinament important en la nau espacial el novembre de 2000 |                                                 |                                                    |                                                    |                                                        |                                                        |
| 29 d'octubre 10:40:33   | Rússia - Kosmos-3M | Rússia - Kosmos-3M                              | Rússia - Plesetsk Site 133/3                       | Rússia - Plesetsk Site 133/3                       | Rússia - VKS                                           | Rússia - VKS                                           |
| 29 d'octubre 10:40:33   | Rússia - Kosmos 2218 (Parus) | MO RF                                           | Terrestre Baixa                                    | Navegació                                          | En òrbita                                              | Reeixit                                                |
| 30 d'octubre 14:59      | Rússia - Proton-K/DM-2 | Rússia - Proton-K/DM-2                          | Kazakhstan - Baikonur Site 81/23                   | Kazakhstan - Baikonur Site 81/23                   | Rússia - VKS                                           | Rússia - VKS                                           |
| 30 d'octubre 14:59      | Rússia - Ekran-M3 | MOM                                             | Geoestacionària                                    | Comunicacions                                      | En òrbita                                              | Reeixit                                                |
| Novembre                | |                                                 |                                                    |                                                    |                                                        |                                                        |
| 4 de novembre 02:00     | Estats Units - LGM-30G Minuteman III | Estats Units - LGM-30G Minuteman III            | Estats Units - Vandenberg LF-04                    | Estats Units - Vandenberg LF-04                    | Estats Units - Força Aèria dels Estats Units d'Amèrica | Estats Units - Força Aèria dels Estats Units d'Amèrica |
| 4 de novembre 02:00     | Estats Units - GT-150GM | Força Aèria dels Estats Units d'Amèrica         | Suborbital                                         | Vol de proves                                      | 4 de novembre                                          | Error                                                  |
| 4 de novembre 02:00     | Apogeu: 100 km |                                                 |                                                    |                                                    |                                                        |                                                        |
| 8 de novembre 10:25     | Suècia - Maxus | Suècia - Maxus                                  | Suècia - Esrange                                   | Suècia - Esrange                                   | Suècia Alemanya - SSC/DLR                              | Suècia Alemanya - SSC/DLR                              |
| 8 de novembre 10:25     | Europa - MAXUS 1B | ESA                                             | Suborbital                                         | Microgravetat                                      | 8 de novembre                                          | Reeixit                                                |
| 8 de novembre 10:25     | Apogeu: 717 km |                                                 |                                                    |                                                    |                                                        |                                                        |
| 10 de novembre          | Estats Units - UGM-133 Trident II | Estats Units - UGM-133 Trident II               | Estats Units - USS Tennessee, Eastern Range        | Estats Units - USS Tennessee, Eastern Range        | Estats Units - Marina dels Estats Units d'Amèrica      | Estats Units - Marina dels Estats Units d'Amèrica      |
| 10 de novembre          | | Marina dels Estats Units d'Amèrica              | Suborbital                                         | Vol de proves                                      | 10 de novembre                                         | Reeixit                                                |
| 10 de novembre          | Apogeu: 1000 km |                                                 |                                                    |                                                    |                                                        |                                                        |
| 10 de novembre          | Estats Units - UGM-133 Trident II | Estats Units - UGM-133 Trident II               | Estats Units - USS Tennessee, Eastern Range        | Estats Units - USS Tennessee, Eastern Range        | Estats Units - Marina dels Estats Units d'Amèrica      | Estats Units - Marina dels Estats Units d'Amèrica      |
| 10 de novembre          | | Marina dels Estats Units d'Amèrica              | Suborbital                                         | Vol de proves                                      | 10 de novembre                                         | Reeixit                                                |
| 10 de novembre          | Apogeu: 1000 km |                                                 |                                                    |                                                    |                                                        |                                                        |
| 10 de novembre          | Estats Units - UGM-133 Trident II | Estats Units - UGM-133 Trident II               | Estats Units - USS Tennessee, Eastern Range        | Estats Units - USS Tennessee, Eastern Range        | Estats Units - Marina dels Estats Units d'Amèrica      | Estats Units - Marina dels Estats Units d'Amèrica      |
| 10 de novembre          | | Marina dels Estats Units d'Amèrica              | Suborbital                                         | Vol de proves                                      | 10 de novembre                                         | Reeixit                                                |
| 10 de novembre          | Apogeu: 1000 km |                                                 |                                                    |                                                    |                                                        |                                                        |
| 10 de novembre          | Estats Units - UGM-133 Trident II | Estats Units - UGM-133 Trident II               | Estats Units - USS Tennessee, Eastern Range        | Estats Units - USS Tennessee, Eastern Range        | Estats Units - Marina dels Estats Units d'Amèrica      | Estats Units - Marina dels Estats Units d'Amèrica      |
| 10 de novembre          | | Marina dels Estats Units d'Amèrica              | Suborbital                                         | Vol de proves                                      | 10 de novembre                                         | Reeixit                                                |
| 10 de novembre          | Apogeu: 1000 km |                                                 |                                                    |                                                    |                                                        |                                                        |
| 15 de novembre 21:45:01 | Rússia - Soiuz-U | Rússia - Soiuz-U                                | Rússia - Plesetsk Site 16/2                        | Rússia - Plesetsk Site 16/2                        | Rússia - VKS                                           | Rússia - VKS                                           |
| 15 de novembre 21:45:01 | Rússia - Resurs 500 | MOM                                             | Terrestre Baixa                                    | Teledetecció                                       | 22 de novembre                                         | Reeixit                                                |
| 17 de novembre 07:47    | Ucraïna - Zenit-2 | Ucraïna - Zenit-2                               | Kazakhstan - Baikonur Site 45/1                    | Kazakhstan - Baikonur Site 45/1                    | Rússia - VKS                                           | Rússia - VKS                                           |
| 17 de novembre 07:47    | Rússia - Kosmos 2219 (Tselina-2) | MO RF                                           | Terrestre Baixa                                    | ELINT                                              | En òrbita                                              | Operacional                                            |
| 20 de novembre 15:29:59 | Rússia - Soiuz-U | Rússia - Soiuz-U                                | Rússia - Plesetsk Site 43/4                        | Rússia - Plesetsk Site 43/4                        | Rússia - VKS                                           | Rússia - VKS                                           |
| 20 de novembre 15:29:59 | Rússia - Kosmos 2220 (Yantar-4K2) | MO RF                                           | Terrestre Baixa                                    | Reconeixement                                      | 18 de gener 1993                                       | Reeixit                                                |
| 21 de novembre 13:45    | Estats Units - Scout G-1 | Estats Units - Scout G-1                        | Estats Units - Vandenberg SLC-5                    | Estats Units - Vandenberg SLC-5                    | Estats Units - NASA                                    | Estats Units - NASA                                    |
| 21 de novembre 13:45    | Estats Units - MSTI-1 | Força Aèria dels Estats Units d'Amèrica/SDIO    | Heliosíncrona                                      | Tecnologia                                         | 18 de juliol 1993                                      | Reeixit                                                |
| 22 de novembre 09:22    | Regne Unit - Skylark 7 | Regne Unit - Skylark 7                          | Suècia - Esrange LA-S                              | Suècia - Esrange LA-S                              | Alemanya - DLR                                         | Alemanya - DLR                                         |
| 22 de novembre 09:22    | Alemanya - TEXUS 29 | DLR                                             | Suborbital                                         | Microgravetat                                      | 22 de novembre                                         | Reeixit                                                |
| 22 de novembre 09:22    | Apogeu: 230 km |                                                 |                                                    |                                                    |                                                        |                                                        |
| 22 de novembre 23:54    | Estats Units - Delta II 7925 | Estats Units - Delta II 7925                    | Estats Units - Cape Canaveral LC-17A               | Estats Units - Cape Canaveral LC-17A               | Estats Units - McDonnell Douglas                       | Estats Units - McDonnell Douglas                       |
| 22 de novembre 23:54    | Estats Units - USA-85 (GPS IIA-7) | Força Aèria dels Estats Units d'Amèrica         | Terrestre Mitjana                                  | Navegació                                          | En òrbita                                              | Reeixit                                                |
| 24 de novembre 04:09:59 | Ucraïna - Tsyklon-3 | Ucraïna - Tsyklon-3                             | Rússia - Plesetsk                                  | Rússia - Plesetsk                                  | Rússia - VKS                                           | Rússia - VKS                                           |
| 24 de novembre 04:09:59 | Rússia - Kosmos 2221 (Tselina-D) | MO RF                                           | Terrestre Baixa                                    | ELINT                                              | En òrbita                                              | Reeixit                                                |
| 25 de novembre 12:18:54 | Rússia - Molniya-M/2BL | Rússia - Molniya-M/2BL                          | Rússia - Plesetsk Site 43/3                        | Rússia - Plesetsk Site 43/3                        | Rússia - VKS                                           | Rússia - VKS                                           |
| 25 de novembre 12:18:54 | Rússia - Kosmos 2222 (Oko) | MO RF                                           | Molnia                                             | Defensa de míssils                                 | En òrbita                                              | Reeixit                                                |
| 27 de novembre 13:10    | Rússia - Proton-K/DM-2 | Rússia - Proton-K/DM-2                          | Kazakhstan - Baikonur Site 81/23                   | Kazakhstan - Baikonur Site 81/23                   | Rússia - VKS                                           | Rússia - VKS                                           |
| 27 de novembre 13:10    | Rússia - Gorizont 27 | YeSSS                                           | Geoestacionària                                    | Comunicacions                                      | En òrbita                                              | Reeixit                                                |
| 28 de novembre 21:34    | Estats Units - Titan IVA (404) | Estats Units - Titan IVA (404)                  | Estats Units - Vandenberg SLC-4E                   | Estats Units - Vandenberg SLC-4E                   | Estats Units - Força Aèria dels Estats Units d'Amèrica | Estats Units - Força Aèria dels Estats Units d'Amèrica |
| 28 de novembre 21:34    | Estats Units - USA-86 (KH-12-1) | NRO                                             | Heliosíncrona                                      | Reconeixement                                      | 5 de juny 2000                                         | Reeixit                                                |
| Desembre                | |                                                 |                                                    |                                                    |                                                        |                                                        |
| 1 de desembre 22:48     | Europa - Ariane 4 42P | Europa - Ariane 4 42P                           | França - Kourou ELA-2                              | França - Kourou ELA-2                              | França - Arianespace                                   | França - Arianespace                                   |
| 1 de desembre 22:48     | Japó - Superbird A1 | SCC                                             | Geoestacionària                                    | Comunicacions                                      | En òrbita                                              | Reeixit                                                |
| 1 de desembre           | Rússia - UR-100NU | Rússia - UR-100NU                               | Kazakhstan - Baikonur                              | Kazakhstan - Baikonur                              | Rússia - RVSN                                          | Rússia - RVSN                                          |
| 1 de desembre           | | RVSN                                            | Suborbital                                         | Vol de proves                                      | 1 de desembre                                          | Error                                                  |
| 2 de desembre 01:57     | Rússia - Molniya-M/ML | Rússia - Molniya-M/ML                           | Rússia - Plesetsk Site 43/3                        | Rússia - Plesetsk Site 43/3                        | Rússia - VKS                                           | Rússia - VKS                                           |
| 2 de desembre 01:57     | Rússia - Molniya-3 #56L | MOM                                             | Molnia                                             | Comunicacions                                      | 8 de novembre 2008                                     | Reeixit                                                |
| 2 de desembre 13:24     | Estats Units - Transbordador Espacial Discovery | Estats Units - Transbordador Espacial Discovery | Estats Units - Kennedy LC-39A                      | Estats Units - Kennedy LC-39A                      | Estats Units - United Space Alliance                   | Estats Units - United Space Alliance                   |
| 2 de desembre 13:24     | Estats Units - STS-53 | NASA                                            | Terrestre Baixa                                    | Desplegament de satèl·lit                          | 9 de desembre                                          | Reeixit                                                |
| 2 de desembre 13:24     | Estats Units - USA-89 (SDS-2-3) | NRO                                             | Molnia                                             | Comunicacions                                      | En òrbita                                              | Operacional                                            |
| 2 de desembre 13:24     | Estats Units - ODERACS A | NASA                                            | Terrestre Baixa                                    | Calibratge                                         | 9 de desembre                                          | Error                                                  |
| 2 de desembre 13:24     | Estats Units - ODERACS B | NASA                                            | Terrestre Baixa                                    | Calibratge                                         | 9 de desembre                                          | Error                                                  |
| 2 de desembre 13:24     | Estats Units - ODERACS C | NASA                                            | Terrestre Baixa                                    | Calibratge                                         | 9 de desembre                                          | Error                                                  |
| 2 de desembre 13:24     | Estats Units - ODERACS D | NASA                                            | Terrestre Baixa                                    | Calibratge                                         | 9 de desembre                                          | Error                                                  |
| 2 de desembre 13:24     | Estats Units - ODERACS E | NASA                                            | Terrestre Baixa                                    | Calibratge                                         | 9 de desembre                                          | Error                                                  |
| 2 de desembre 13:24     | Estats Units - ODERACS F | NASA                                            | Terrestre Baixa                                    | Calibratge                                         | 9 de desembre                                          | Error                                                  |
| 2 de desembre 13:24     | Vol orbital tripulat amb cinc astronautes; El desplegament de l'ODERACS va ser cancel·lat i es va reflotar en el STS-60 |                                                 |                                                    |                                                    |                                                        |                                                        |
| 6 de desembre 16:00     | Estats Units - Nike Orion | Estats Units - Nike Orion                       | Estats Units - White Sands                         | Estats Units - White Sands                         | Estats Units - NASA                                    | Estats Units - NASA                                    |
| 6 de desembre 16:00     | Estats Units - CWAS-27 | NASA                                            | Suborbital                                         | Aeronomia                                          | 6 de desembre                                          | Reeixit                                                |
| 6 de desembre 16:00     | Apogeu: 140 km |                                                 |                                                    |                                                    |                                                        |                                                        |
| 9 de desembre 00:00     | Rússia - Zyb | Rússia - Zyb                                    | Rússia - Submarine, Pacific Ocean                  | Rússia - Submarine, Pacific Ocean                  | Rússia - VMF                                           | Rússia - VMF                                           |
| 9 de desembre 00:00     | Rússia - Efir | RVSN                                            | Suborbital                                         | Tecnologia                                         | 9 de desembre                                          | Reeixit                                                |
| 9 de desembre 00:00     | Apogeu: 500 km |                                                 |                                                    |                                                    |                                                        |                                                        |
| 9 de desembre 11:25     | Rússia - Soiuz-U | Rússia - Soiuz-U                                | Kazakhstan - Baikonur Site 1/5                     | Kazakhstan - Baikonur Site 1/5                     | Rússia - VKS                                           | Rússia - VKS                                           |
| 9 de desembre 11:25     | Rússia - Kosmos 2223 (Yantar-4KS1) | MO RF                                           | Terrestre Baixa                                    | Reconeixement                                      | 16 de desembre 1993                                    | Reeixit                                                |
| 9 de desembre           | Canadà - Black Brant IXCM1 | Canadà - Black Brant IXCM1                      | França - Centre d'Essais des Landes                | França - Centre d'Essais des Landes                | França - MATRA                                         | França - MATRA                                         |
| 9 de desembre           | França - POIVRE (VERT) | MATRA                                           | Suborbital                                         | Imaging                                            | 9 de desembre                                          | Reeixit                                                |
| 9 de desembre           | Apogeu: 300 km |                                                 |                                                    |                                                    |                                                        |                                                        |
| 11 de desembre 22:45    | Estats Units - Nike Orion | Estats Units - Nike Orion                       | Estats Units - White Sands                         | Estats Units - White Sands                         | Estats Units - NASA                                    | Estats Units - NASA                                    |
| 11 de desembre 22:45    | Estats Units - CWAS-28 | NASA                                            | Suborbital                                         | Aeronomia                                          | 11 de desembre                                         | Reeixit                                                |
| 11 de desembre 22:45    | Apogeu: 140 km |                                                 |                                                    |                                                    |                                                        |                                                        |
| 15 de desembre 03:00    | Canadà - Black Brant IX | Canadà - Black Brant IX                         | Estats Units - White Sands LC-36                   | Estats Units - White Sands LC-36                   | Estats Units - NASA                                    | Estats Units - NASA                                    |
| 15 de desembre 03:00    | | NASA/JHU                                        | Suborbital                                         | Astronomia ultraviolada                            | 15 de desembre                                         | Reeixit                                                |
| 15 de desembre 03:00    | Apogeu: 302 km |                                                 |                                                    |                                                    |                                                        |                                                        |
| 17 de desembre 12:45    | Rússia - Proton-K/DM-2 | Rússia - Proton-K/DM-2                          | Kazakhstan - Baikonur Site 200/39                  | Kazakhstan - Baikonur Site 200/39                  | Rússia - VKS                                           | Rússia - VKS                                           |
| 17 de desembre 12:45    | Rússia - Kosmos 2224 (Prognoz) | MO RF                                           | Geosíncrona                                        | Defensa de míssils                                 | En òrbita                                              | Operacional                                            |
| 18 de desembre 22:16    | Estats Units - Delta II 7925 | Estats Units - Delta II 7925                    | Estats Units - Cape Canaveral LC-17B               | Estats Units - Cape Canaveral LC-17B               | Estats Units - McDonnell Douglas                       | Estats Units - McDonnell Douglas                       |
| 18 de desembre 22:16    | Estats Units - USA-87 (GPS IIA-8) | Força Aèria dels Estats Units d'Amèrica         | Terrestre Mitjana                                  | Navegació                                          | En òrbita                                              | Reeixit                                                |
| 21 de desembre 11:21    | Xina - Llarga Marxa 2E | Xina - Llarga Marxa 2E                          | Xina - Xichang LA-2                                | Xina - Xichang LA-2                                | Xina - CALT                                            | Xina - CALT                                            |
| 21 de desembre 11:21    | Austràlia - Optus B2 | Optus                                           | Destinat: Geosíncrona Assolit: Terrestre Baixa     | Comunicacions                                      | 29 de juny 1995                                        | Error de llançament                                    |
| 21 de desembre 11:21    | Les càrregues es van ensorrar durant l'ascens; el coet va seguir a l'òrbita amb les restes de l'etapa de la càrrega útil i la superior en una òrbita terrestre baixa                                                                      |                                                 |                                                    |                                                    |                                                        |                                                        |
| 22 de desembre 12:00    | Rússia - Soiuz-U | Rússia - Soiuz-U                                | Kazakhstan - Baikonur Site 31/6                    | Kazakhstan - Baikonur Site 31/6                    | Rússia - VKS                                           | Rússia - VKS                                           |
| 22 de desembre 12:00    | Rússia - Kosmos 2225 (Ortlets) | MO RF                                           | Terrestre Baixa                                    | Reconeixement                                      | 18 de febrer 1993                                      | Reeixit                                                |
| 22 de desembre 12:36    | Ucraïna - Tsyklon-3 | Ucraïna - Tsyklon-3                             | Rússia - Plesetsk Site 32/2                        | Rússia - Plesetsk Site 32/2                        | Rússia - VKS                                           | Rússia - VKS                                           |
| 22 de desembre 12:36    | Rússia - Kosmos 2226 (Geo-IK) | MO RF                                           | Terrestre Baixa                                    | Geodèsia                                           | En òrbita                                              | Reeixit                                                |
| 25 de desembre 05:56    | Ucraïna - Zenit-2 | Ucraïna - Zenit-2                               | Kazakhstan - Baikonur Site 45/1                    | Kazakhstan - Baikonur Site 45/1                    | Rússia - VKS                                           | Rússia - VKS                                           |
| 25 de desembre 05:56    | Rússia - Kosmos 2227 (Tselina-2) | MO RF                                           | Terrestre Baixa                                    | ELINT                                              | En òrbita                                              | Reeixit                                                |
| 25 de desembre 20:07:59 | Ucraïna - Tsyklon-3 | Ucraïna - Tsyklon-3                             | Rússia - Plesetsk                                  | Rússia - Plesetsk                                  | Rússia - VKS                                           | Rússia - VKS                                           |
| 25 de desembre 20:07:59 | Rússia - Kosmos 2228 (Tselina-D) | MO RF                                           | Terrestre Baixa                                    | ELINT                                              | En òrbita                                              | Reeixit                                                |
| 29 de desembre 13:30:01 | Rússia - Soiuz-U | Rússia - Soiuz-U                                | Rússia - Plesetsk Site 43/3                        | Rússia - Plesetsk Site 43/3                        | Rússia - VKS                                           | Rússia - VKS                                           |
| 29 de desembre 13:30:01 | Rússia - Kosmos 2229 (Bion 10) | Roskosmos                                       | Terrestre Baixa                                    | Biològic                                           | 10 de gener 1993                                       | Reeixit                                                |

## Encontres espacials
| Data (GMT)    | Nau espacial          | Esdeveniment                                          | Comentaris                                         |
| ------------- | --------------------- | ----------------------------------------------------- | -------------------------------------------------- |
| 8 de febrer   | Ulysses               | 1r sobrevol de Júpiter                                | Assistència gravitatòria                           |
| 15 de febrer  | Hiten                 | Inserció en òrbita selenocèntrica                     |                                                    |
| 14 de juliol  | Giotto                | Sobrevol del 26P/Grigg-Skjellerup                     | Apropament màxim: 200 km                           |
| 8 d'octubre   | Pioneer Venus Orbiter | Deliberadament tret d'òrbita en l'atmosfera venusiana |                                                    |
| 8 de desembre | Galileo               | 2n sobrevol de la Terra                               | Assistència gravitatòria; Apropament màxim: 305 km |

## EVAs
| Inici Data/Hora      | Duració           | Hora Finalització  | Nau espacial                            | Tripulació                                                                                 | Comentaris |
| -------------------- | ----------------- | ------------------ | --------------------------------------- | ------------------------------------------------------------------------------------------ | --- |
| 20 de febrer 20:09   | 4 hores 12 minuts | 21 de febrer 00:21 | Mir EO-10 Kvant-2                       | Rússia - Aleksandr Volkov · Rússia - Serguei Krikaliov                                     | Realitzades les activitats de manteniment a l'exterior del Mir, incloent la lent de la càmera de neteja. Volkov ha tingut problemes amb el sistema de refrigeració en el seu Vestit espacial Orlan, i va ser limitat en la seva mobilitat. |
| 10 de maig 20:40     | 3 hores 43 minuts | 11 de maig 00:23   | STS-49 Transbordador espacial Endeavour | Estats Units - Pierre J. Thuot · Estats Units - Richard Hieb                               | Thuot va tractar de capturar el satèl·lit Intelsat VI utilitzant una barra de captura, mentre que Hieb es va posar a disposició per ajudar amb la col·locació a la zona de càrrega. Després de múltiples intents per posar-se al dia Intelsat VI, els astronautes van tornar a la resclosa d'aire per examinar els intents fallits.                                                                                            |
| 11 de maig 21:05     | 5 hores 30 minuts | 12 de maig 02:35   | STS-49 Endeavour                        | Estats Units - Pierre J. Thuot · Estats Units - Richard Hieb                               | Thuot va intentar cinc vegades més per capturar el Intelsat VI mentre que Hieb es va posar a disposició per ajudar. Una altra vegada, Thuot va ser incapaç amb la barra de captura pel satèl·lit. |
| 13 de maig 21:17     | 8 hores 29 minuts | 14 de maig 05:46   | STS-49 Endeavour                        | Estats Units - Pierre J. Thuot · Estats Units - Richard Hieb · Estats Units - Thomas Akers | Thuot, Hieb i Akers capturat al Intelsat VI amb les seves mans. El trio després va treure el satèl·lit en la zona de càrrega útil, s'afegeix un nou motor servei de perigeu, i va llançar el satèl·lit fora del Endeavour. Aquesta caminada espacial va ser la primera caminada espacial de tres persones en la història i els tres astronautes també van establir un nou rècord pel temps transcorregut de caminada espacial. |
| 14 de maig ~21:00    | 7 hores 44 minuts | 15 de maig ~ 04:45 | STS-49 Endeavour                        | Estats Units - Thomas Akers · Estats Units - Kathryn C. Thornton                           | Provat tècniques d'estacions espacials pel muntatge d'una estructura experimental, el Assembly of Station per Extravehicular Activity Methods (ASEM). |
| 8 de juliol 12:38    | 2 hores 3 minuts  | 14:41              | Mir EO-11 Kvant-2                       | Rússia - Aleksandr Viktorenko · Rússia - Aleksandr Kaleri                                  | Inspeccionats girodins diversos, ubicats al mòdul Kvant-2, prop de la resclosa d'aire per a proporcionar les dades necessàries per preparar-se per la reparació planificada i el treball de reemplaçament dels girodins. |
| 3 de setembre 13:32  | 3 hores 56 minuts | 17:28              | Mir EO-12 Kvant-2                       | Rússia - Serguei Avdeyev · Rússia - Anatoli Soloviov                                       | Es va moure la unitat de l'impulsador VDU a la seva posició i es va preparar la biga Sofora per a la instal·lació del VDU. |
| 7 de setembre 11:47  | 5 hores 8 minuts  | 16:55              | Mir EO-12 Kvant-2                       | Rússia - Serguei Avdeyev · Rússia - Anatoli Soloviov                                       | Instal·lat els cables elèctrics i de control necessaris per l'impulsador VDU per l'operació en la carcassa Sofora i es va recuperar la bandera russa instal·lada en la carcassa Sofora l'any abans. |
| 11 de setembre 10:06 | 5 hores 44 minuts | 15:50              | Mir EO-12 Kvant-2                       | Rússia - Serguei Avdeyev · Rússia - Anatoli Soloviov                                       | Instal·lació completa de l'impulsador VDU en la carcassa Sofora, i es va traslladar la carcassa en la seva posició estesa. |
| 15 de setembre 07:49 | 3 hores 33 minuts | 11:22              | Mir EO-12 Kvant-2                       | Rússia - Serguei Avdeyev · Rússia - Anatoli Soloviov                                       | Van recollir mostres d'un panell solar i es va traslladar a l'antena d'acoblament Kurs en el mòdul Kristall en la preparació de l'arribada de Soiuz TM-16. |